# 反俄

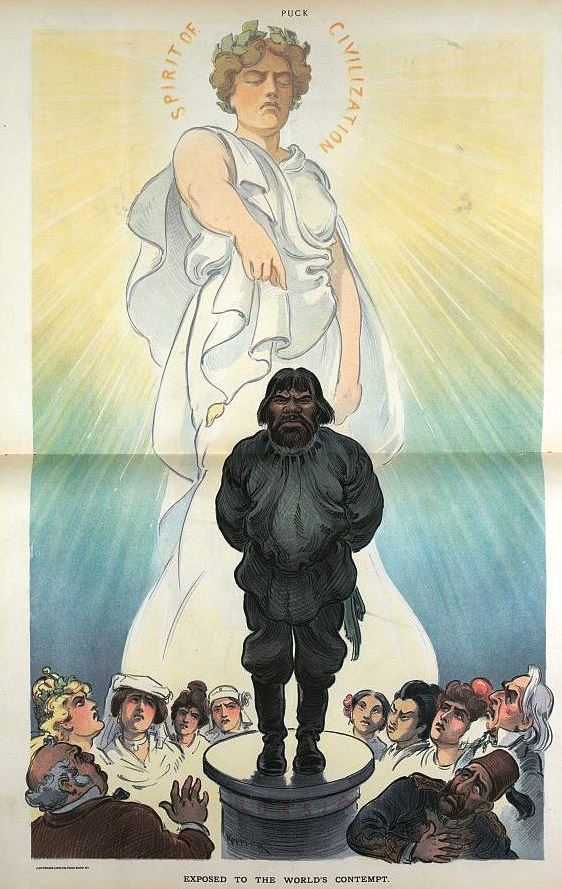
1903年，讽刺杂志《顽童 (杂志)》发表的漫画《遭受全世界的蔑视》。

反俄情绪又称恐俄症（俄语：Русофобия），泛指對於俄羅斯政府、俄羅斯文化、俄羅斯人或公民的偏见、恐惧或仇恨情緒，與親俄相對。《柯林斯英语词典》将其定义为对俄罗斯的强烈且常常是非理性的仇恨。它通常与反苏联情绪有关，有时也与反斯拉夫情绪有关。
从历史上看，仇俄症包括国家支持和草根的虐待和歧视，以及含有反俄罗斯情绪的宣传。在欧洲，仇俄症是基于对俄罗斯征服欧洲的各种或多或少奇异的恐惧，例如基于19世纪法国记录的彼得大帝遗嘱伪造品的恐惧，后来由于担心俄罗斯的统治而在英国重新出现，也与俄罗斯对英国的殖民地印度的攻击与博弈有关。德国存在的反俄情绪被认为是受到二战期间德国占领下的俄罗斯民众待遇的影响因素之一。
如今，各种关于俄罗斯人的流行文化陈词滥调和负面刻板印象仍然存在，特别是冷戰以來美國為首的政治聯盟中。由于历史、种族主义、政治宣传或根深蒂固的刻板印象，有些人可能对俄罗斯人抱有偏见或仇恨。对俄罗斯的负面看法很普遍，但在西方国家最为普遍。
一些分析人士认为，除了对第二次车臣战争、俄罗斯对北约扩张的反应、2008年俄罗斯-格鲁吉亚战争以及俄罗斯对外干涉之外，西方关于俄罗斯海外行动的官方言论和新闻报道也助长了反俄情绪的死灰复燃。2014年俄罗斯在乌克兰采取行动后，反俄情绪大幅恶化。到2020年夏天，大多数西方国家仍对俄罗斯持负面看法。学者兼前美国驻俄罗斯大使迈克尔·麦克福尔谈到了“打击恐俄症”，呼吁美国官员和记者停止“妖魔化”俄罗斯人民，批评传播关于俄罗斯人、俄罗斯文化和俄罗斯民族倾向的刻板印象。2022年俄罗斯入侵乌克兰后，俄语移民又遭受到进一步的骚扰、公开敌意和歧视。
恐俄症的感染在俄政府眼中也有兩面性，一些研究人员将使用“恐俄症”叙事描述为弗拉基米尔·普京使用的一种策略。这些叙述强调这样一种信念，即俄罗斯面临来自西方列强的生存威胁，必须采取严厉措施确保国内稳定，包括支持乌克兰正在进行的战争，并被其批评者称为极端民族主义和新帝国主义。

## 历史

### 18世纪和19世纪

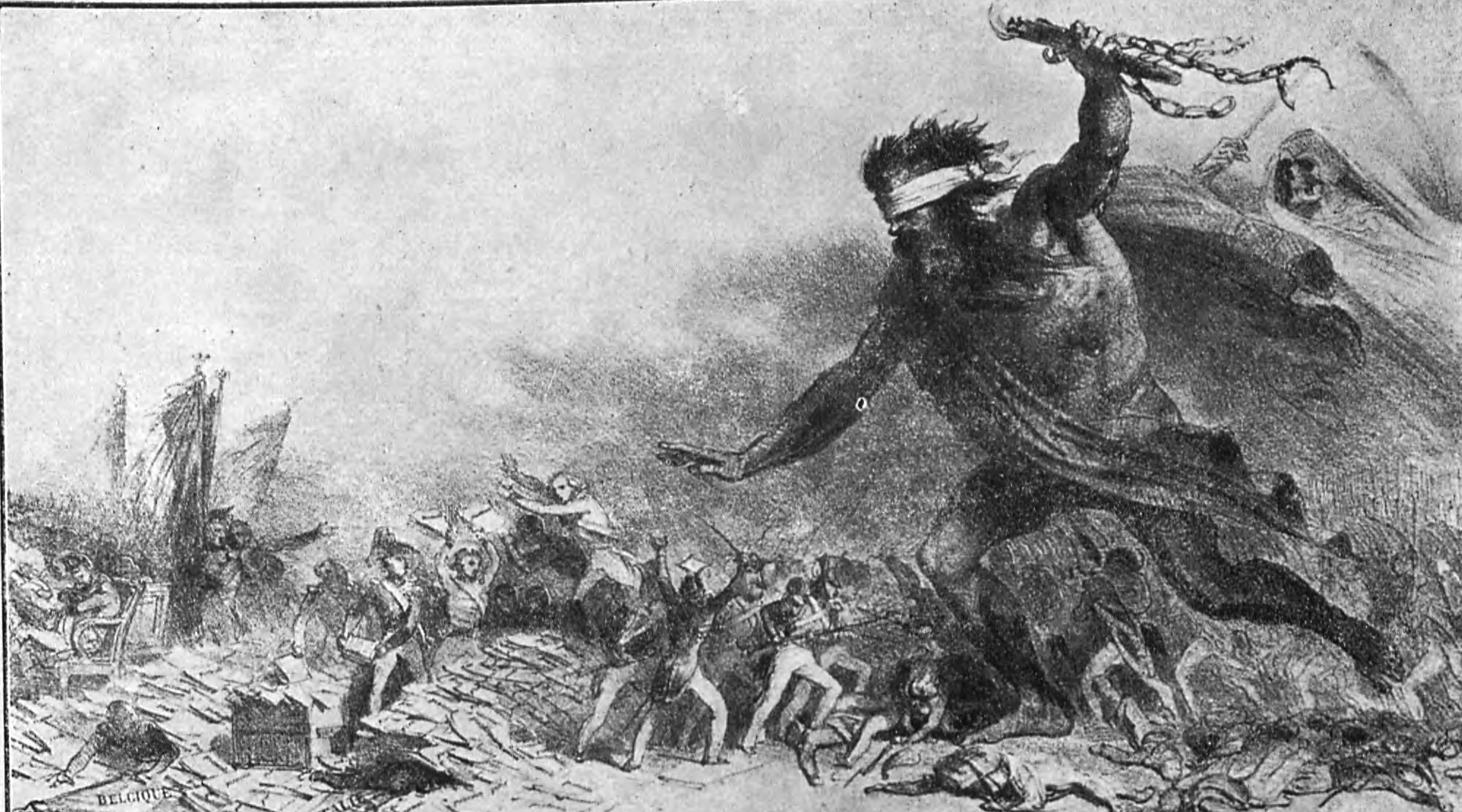
1831年丹尼斯·奥古斯特·玛丽·拉菲创作的法国版画“野蛮和霍乱进入欧洲。波兰人民战斗，列强制定协议和法国……”，描绘了1831年俄罗斯镇压波兰十一月起义。

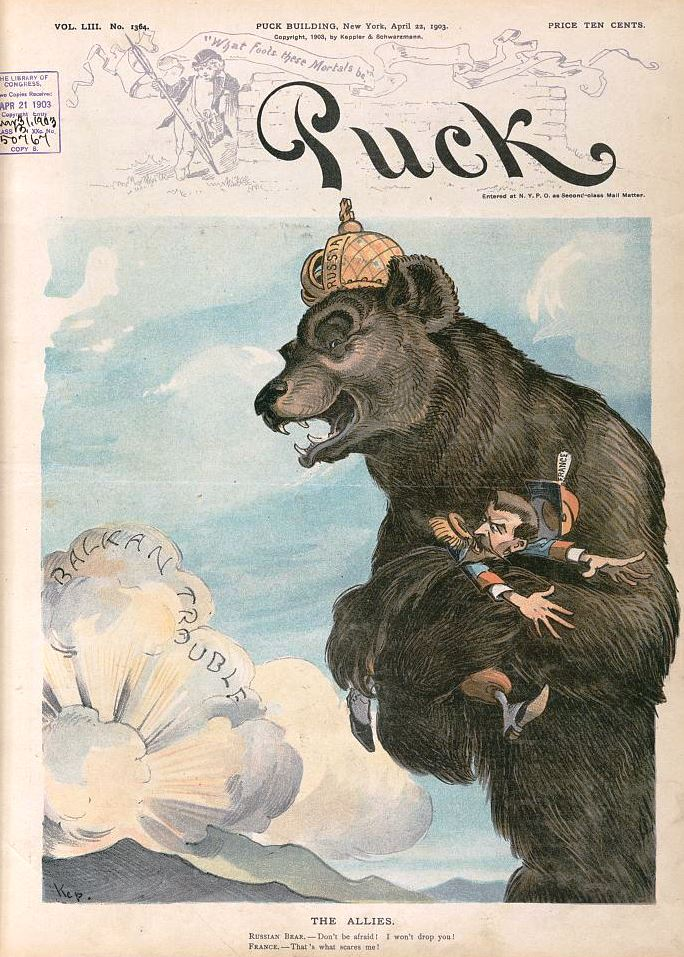
1903年的Puck插图描绘了一只头戴标有“俄罗斯”王冠的大熊，紧握着标有“法国”的小埃米尔·卢贝，爆炸使标有“巴尔干麻烦”的烟雾滚滚上天。

1797年10月19日，法国督政府收到了波兰将军米哈乌·索科尔尼茨基发来的一份文件，题为“Aperçu sur la Russie”。这份伪造品被称为所谓的“彼得大帝遗嘱”，首次出版于1812年10月拿破仑战争期间，查尔斯·路易斯·勒苏尔广为阅读的《俄罗斯强权进展》：这是应要求而写的。拿破仑一世下令发表一系列文章，表明“欧洲不可避免地正在成为俄罗斯的战利品”。拿破仑战争结束后，拿破仑的前忏悔神父多米尼克·乔治·弗雷德里克·德普拉特继续进行针对俄罗斯的宣传，他在一系列书籍中将俄罗斯描绘成一个渴望征服欧洲的攫取权力的“野蛮”国家。参照1811年俄罗斯的新宪法，萨瓦哲学家约瑟夫·德·迈斯特写下了现在著名的声明：“每个国家都得到了应有的政府”。
从1815年开始，大约持续到1840年，英国评论家开始批评俄罗斯国家的保守主义及其对改革努力的抵制。1836年，《威斯敏斯特评论》将英国海军的增长归因于“那些深受俄罗斯恐惧症流行病困扰的部长们”。然而，在19世纪余下的时间里，英国的仇俄情绪主要与英国担心俄罗斯征服中亚是攻击英国殖民地印度的前兆有关。这些恐惧导致了“大博弈”，即19世纪末和20世纪初英国和俄罗斯之间的一系列政治和外交对抗。
1843年，库斯廷侯爵出版了他的1800页、四卷本游记《1839年的俄罗斯》，大获成功。库斯廷严厉的叙述重述了现在的陈词滥调，将俄罗斯描绘成一个“欧洲文明的外表太薄弱，难以被人认识”的地方。它取得了巨大的成功，很快就出现了几个官方版本和盗版版本，以及德语、荷兰语和英语的精简版和翻译版。到1846年，大约已售出20万册。
1867年，俄罗斯诗人、外交官和帝国陛下总理府成员费奥多尔·秋特切夫在1867年9月20日写给女儿安娜·阿克萨科娃的信中引入了“俄罗斯恐惧症”这一实际术语，他将其应用于一些亲西方的俄罗斯自由主义者假装自己只是遵循自由主义原则，对自己的国家产生了消极态度，无论俄罗斯社会如何变化，始终站在亲西方和反俄罗斯的立场上并且对西方任何违反这些原则的行为，即“对正义、道德、甚至文明领域的侵犯”视而不见。他强调了这种情绪的非理性。秋特切夫认为西方的反俄情绪是东西方文明差异造成的误解的结果。

### 二战

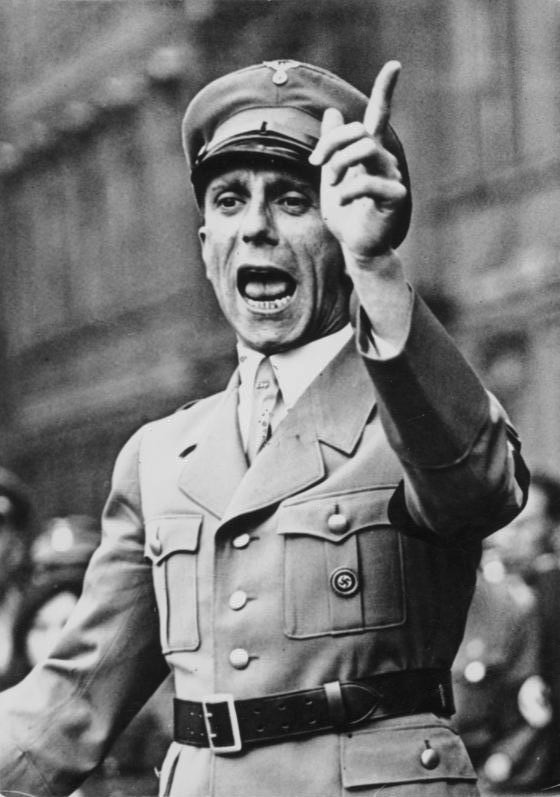
纳粹宣传部长约瑟夫·戈培尔在《帝国》中用顽固但兽性的灵魂来解释俄罗斯的抵抗，而俄罗斯人被称为“亚洲人”。

根据纳粹德国的种族政策，俄罗斯人和斯拉夫人一样被归类为“次人类”。在纳粹德国的东线总体规划中，俄罗斯人居住的领土被指定为未来的Lebensraum（生存空间），供德国人Wehrbauer（“战士农民”）定居，现有的城市和工业将被摧毁，而当地居民被认为不适合德国化，被消灭、奴役或重新安置到乌拉尔山脉之外。由于俄罗斯人的命运规划，德国占领军最初的妥协意愿比克罗地亚人、捷克人和乌克兰人更有限，然而，随着战争的进展，德国在该地区的军事和行政存在不足，需要机会主义者并逐渐增加使用俄罗斯希尔夫斯利格来执行警卫和警察职能，后来，与希特勒1941年的严格命令相反，到战争结束时有数以万计的俄罗斯人站在德国一边作战并且杰出服务者被授予土地。

### 美苏冷战
冷战时期的美国政客利用对乔治·F·凯南“X文章”的极端解读来推进对俄罗斯的侵略性“围堵”政策（尽管凯南后来谴责了这种解读）。冷战历史学家也青睐对非自由传统的恐惧俄罗斯的刻板印象，但早期俄罗斯的学者揭穿了这种本质主义观念。
伊戈尔·沙法列维奇1981年的作品《俄罗斯恐惧症》，因反犹太主义和极端民族主义而受到广泛批评，指责“寻求世界统治的犹太人”涉嫌“针对俄罗斯和全人类的巨大阴谋”，并寻求通过采用西式民主来摧毁俄罗斯。

### 1989年之后
1991年苏联解体、共产主义国家崩溃后，總體來講民間比較正面，美国的反俄情绪跌至历史最低点。然而，由于俄罗斯反对北约东扩等外交衝突，反俄情绪在20世纪90年代末重新崛起。根据盖洛普民意调查，1999年，59%的受访美国人对俄罗斯持负面看法，而1991年这一比例为25%。阿纳托尔·利文认为，西方对俄罗斯发动第二次车臣战争的评论以及俄罗斯对北约东扩的反应，是90年代仇俄情绪日益高涨的主要原因。他也谴责俄罗斯军队的残暴和对北约的过度恐惧，由于冷战精英和民族游说团体的影响，加上19世纪对俄罗斯扩张主义的刻板印象，导致西方记者和知识分子放弃专业标准并从事宣传，传播仇俄情绪和民族仇恨。
2004年10月，国际盖洛普组织宣布，根据其民意调查，整个欧洲和整个西方的反俄情绪仍然有相当程度。调查发现，俄罗斯是全球最不受欢迎的八国集团国家。总体而言，对俄罗斯持积极看法的受访者比例仅为31%。
2007年4月，约翰逊俄罗斯名单的创始人大卫·约翰逊在接受《莫斯科新闻》采访时表示：“我很同情这样的观点，即现在大多数西方媒体对普京和俄罗斯的描绘可能变得过于黑暗，但批评观点需要用其他类型的信息和分析来补充。对不同观点持开放态度仍然是必要的。”加州国际关系学者安德烈·齐甘科夫表示，来自华盛顿圈子的反俄政治言论已经受到了欢迎。美国主流媒体广泛反响，声称“仇俄情绪的死灰复燃表明了一些美国和欧洲政客的共同担忧，即如果俄罗斯的经济和政治复苏继续下去，他们控制世界最宝贵资源和地缘战略地点的宏伟计划可能不会成功。”相比之下，克里斯蒂娜·库尔恰布-雷德利希和其他一些活跃在车臣的记者，早在2000年代初就已對俄國的本質发出警告，俄罗斯在第二次车臣战争期间隨處可見的暴行，暴露了普京的真实本性和意图，这与西方民主人士的行为與文明性完全不同。然而，西方精英很容易将这些报告贴上“恐俄”标签并予以忽视，尽管这些报告也是由后来被暗杀的俄罗斯记者和人权活动家安娜·波利特科夫斯卡娅发表的。其中第一种观点最终在2014年普京再度尋求擴張之后，以令人羞辱的方式遭受了彻底的抹黑，这主要是因为它本身就有缺陷，因为它只关注西欧反俄情绪背后的奇妙动机，而完全忽视了负面观点的具体原因。俄罗斯在中欧和东欧人口中的地位與風評，又源于當地真实的歷史经验和知识。
梅德韦杰夫担任俄罗斯总统期间，美国和西欧国家的反俄情绪有所下降，2011年美国、英国、德国、西班牙和法国约一半受访者对俄罗斯持积极态度，2012年后普京回鍋之後又开始恶化。《2012年跨大西洋趋势报告》指出，“大西洋两岸对俄罗斯的看法从有利转为不利”，并指出大多数美国人和欧洲人以及许多俄罗斯人表示，他们对选举结果表达的意愿没有信心。

### 侵吞烏克蘭之後
在俄罗斯吞并克里米亚、煽动2014年乌克兰亲俄骚乱以及干预顿巴斯战争后，大多数国家对俄罗斯的态度大幅恶化。从2013年到2014年，欧洲对俄罗斯的负面态度中位数从54%上升到75%，美国从43%上升到72%。与2013年相比，整个中东、拉丁美洲、亚洲和非洲的负面态度也有所上升。

俄罗斯
对俄罗斯实施制裁的国家：
实施制裁的国家
欧盟 - 集体实施制裁的国家

政治学家彼得·舒尔茨表示，与特朗普竞选活动勾结的指控，再加上德国报道的丽莎·F刑事案件，这是俄罗斯混合战争的一个例子，引发了人们对克里姆林宫並日趨專制的擔憂，也可能干预德国竞选活动的担忧，导致2016年后德国反俄情绪高涨。
到2020年夏天情況稍緩，但除意大利外，大多数西方国家都对俄罗斯仍然持负面看法，皮尤研究中心将其归因于莫斯科在疫情初期提供的医疗援助。
隨著2021年俄罗斯引發俄烏危機，在乌克兰邊境大舉屯兵，本就不見好轉的反俄情緒也跟著強烈起來，盖洛普在2022年2月1日至17日期间进行的民意调查显示，高達85%的美国人对俄罗斯持负面看法。

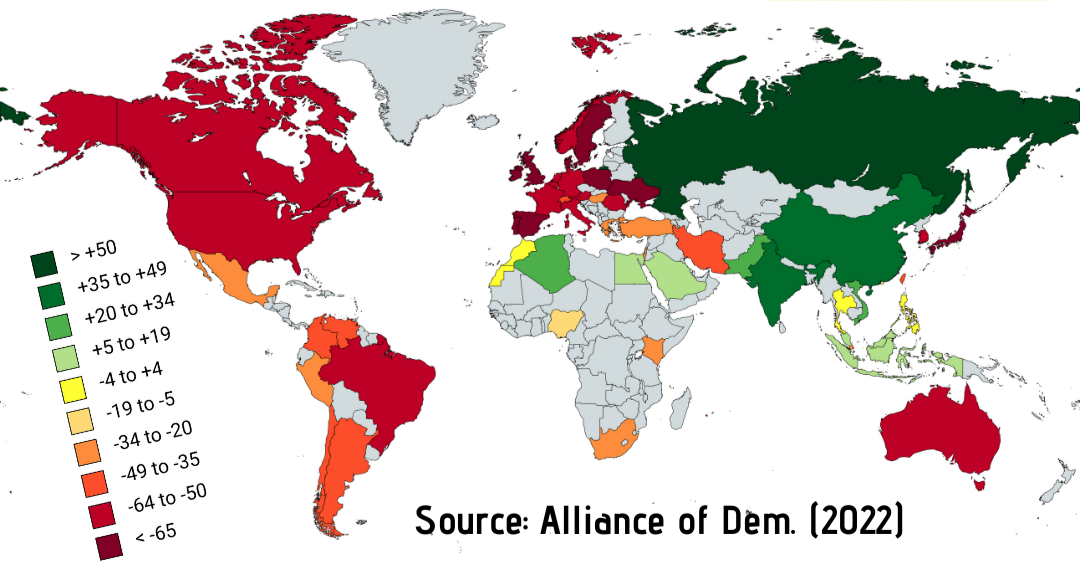
俄罗斯的公众舆论（2022年）

2022年俄國真的攻打乌克兰后，反俄情绪跟著急剧上升至新高點，整个西方世界的反俄情绪也飙升至冷戰水平左右的程度。自入侵开始以来，俄罗斯人和来自后苏联国家的俄语移民在全球报告称，针对他们的公开敌对和歧视事件不断增加。这种敌意不仅被认为针对俄罗斯人民，它也被认为针对俄罗斯企业。对俄罗斯产品的抵制促使拉脱维亚制造的伏特加“Stolichnaya”更名为“Stoli”，全公司努力将该品牌与其俄罗斯起源区分开来。NBC新闻的一位专栏作家认为，对俄罗斯产品和文化的象征性抵制会演变成歧视，“让恐俄症的骨头嘎嘎作响，变成血肉”。
据报道，欧洲对俄罗斯护照持有者存在“普遍的不信任气氛”，银行账户申请因国籍而遭到拒绝。英国限制了俄罗斯国民在银行账户上的储蓄金额。银行业认为该限制违反了禁止国籍歧视的英国平等法。列昂尼德·戈兹曼称欧洲的限制具有歧视性，并表示这些限制伤害了被迫离开俄罗斯的持不同政见者，使他们失去了生存的手段。
雅典、柏林、都柏林、汉诺威、法兰克福和利马索尔举行支持战争的示威活动引起了愤怒，其中包括“印有支持战争的Z标志的车辆和数百名挥舞旗帜的民族主义者参加的游行”。接受《泰晤士报》调查的专家表示，这些集会很可能是克里姆林宫通过软实力的俄罗斯联邦机构协调的，并强调也存在支持俄罗斯的“自下而上的因素”。
根据2022年民主感知指数，到2022年6月，对俄罗斯最负面的看法是波兰（净负面看法为87%），其次是乌克兰（80%）、葡萄牙（79%）和瑞典（77%）。
研究人员将俄罗斯政府目前使用的“恐俄症”一词描述为一种政治策略，暗示其他国家是俄罗斯的敌人：“建立恐俄国家的形象是塑造新帝国政治身份的工具。

## 各地情況
| 國別           | 正面 | 負面 | 中立 | 正負面差 |
| -------------- | ---- | ---- | ---- | -------- |
| 以色列         | 5%   | 68%  | 27%  | -63%     |
| 德国           | 21%  | 67%  | 12%  | -46%     |
| 法國           | 23%  | 69%  | 8%   | -46%     |
| 美国           | 23%  | 64%  | 13%  | -41%     |
| 西班牙         | 18%  | 58%  | 24%  | -40%     |
| 加拿大         | 26%  | 62%  | 13%  | -36%     |
| 英国           | 28%  | 64%  | 8%   | -36%     |
|                | 30%  | 59%  | 11%  | -29%     |
| 巴基斯坦       | 25%  | 47%  | 28%  | -22%     |
| 印度尼西亞     | 29%  | 49%  | 22%  | -20%     |
| 奈及利亞       | 30%  | 48%  | 22%  | -18%     |
|                | 32%  | 46%  | 22%  | -14%     |
|                | 29%  | 39%  | 32%  | -10%     |
| 巴西           | 35%  | 43%  | 22%  | -8%      |
| 日本           | 17%  | 23%  | 60%  | -6%      |
| 土耳其         | 36%  | 33%  | 31%  | 3%       |
| 秘魯           | 34%  | 30%  | 36%  | 4%       |
| 智利           | 33%  | 28%  | 39%  | 5%       |
| 墨西哥         | 35%  | 29%  | 36%  | 6%       |
| 印度           | 38%  | 30%  | 32%  | 8%       |
|                | 50%  | 26%  | 24%  | 24%      |
| 中华人民共和国 | 55%  | 17%  | 28%  | 38%      |
| 俄羅斯         | 77%  | 6%   | 17%  | 71%      |

| 國別           | 正面 | 負面 | 中立 | 正負面差 |
| -------------- | ---- | ---- | ---- | -------- |
| 波蘭           | 15%  | 80%  | 5%   | -65%     |
| 约旦           | 18%  | 80%  | 2%   | -62%     |
| 日本           | 21%  | 73%  | 6%   | -52%     |
| 乌克兰         | 21%  | 72%  | 7%   | -51%     |
| 以色列         | 25%  | 74%  | 1%   | -49%     |
| 土耳其         | 15%  | 64%  | 21%  | -49%     |
| 英国           | 18%  | 66%  | 16%  | -48%     |
| 美国           | 22%  | 67%  | 11%  | -45%     |
| 德国           | 27%  | 70%  | 3%   | -43%     |
| 義大利         | 27%  | 69%  | 4%   | -42%     |
| 西班牙         | 25%  | 66%  | 9%   | -41%     |
| 法國           | 30%  | 70%  | 0%   | -40%     |
|                | 24%  | 62%  | 14%  | -38%     |
| 巴西           | 26%  | 61%  | 13%  | -35%     |
| 加拿大         | 26%  | 59%  | 16%  | -33%     |
| 巴基斯坦       | 12%  | 43%  | 45%  | -31%     |
| 南非           | 25%  | 51%  | 24%  | -26%     |
| 马来西亚       | 30%  | 54%  | 16%  | -24%     |
| 委內瑞拉       | 31%  | 51%  | 18%  | -20%     |
| 巴勒斯坦       | 36%  | 52%  | 12%  | -16%     |
| 印度尼西亞     | 28%  | 43%  | 29%  | -15%     |
| 黎巴嫩         | 44%  | 56%  | 0%   | -12%     |
|                | 35%  | 47%  | 18%  | -12%     |
| 阿根廷         | 27%  | 37%  | 36%  | -10%     |
|                | 43%  | 46%  | 11%  | -3%      |
| 菲律賓         | 44%  | 44%  | 12%  | 0%       |
| 秘魯           | 33%  | 33%  | 34%  | 0%       |
| 塞内加尔       | 32%  | 32%  | 36%  | 0%       |
| 奈及利亞       | 39%  | 38%  | 23%  | 1%       |
| 乌干达         | 37%  | 34%  | 29%  | 3%       |
| 智利           | 31%  | 52%  | 17%  | 5%       |
| 墨西哥         | 24%  | 49%  | 27%  | 6%       |
| 布吉納法索     | 34%  | 28%  | 35%  | 6%       |
| 中华人民共和国 | 51%  | 37%  | 12%  | 14%      |
| 坦桑尼亚       | 38%  | 24%  | 38%  | 14%      |
| 印度           | 43%  | 17%  | 40%  | 26%      |
| 衣索比亞       | 37%  | 10%  | 53%  | 27%      |
|                | 56%  | 27%  | 17%  | 29%      |
| 越南           | 75%  | 10%  | 15%  | 65%      |

| 國別         | 正面 | 負面 | 中立 | 正負面差 |
| ------------ | ---- | ---- | ---- | -------- |
| 乌克兰       | 6%   | 84%  | 10%  | -79      |
| 葡萄牙       | 9%   | 77%  | 14%  | -69      |
| 日本         | 6%   | 74%  | 20%  | -68      |
| 波蘭         | 7%   | 75%  | 18%  | -68      |
| 西班牙       | 7%   | 74%  | 19%  | -66      |
| 丹麦         | 11%  | 69%  | 20%  | -57      |
| 英国         | 13%  | 70%  | 17%  | -57      |
|              | 11%  | 66%  | 23%  | -55      |
| 愛爾蘭       | 14%  | 69%  | 17%  | -55      |
| 瑞典         | 14%  | 69%  | 17%  | -55      |
| 比利时       | 13%  | 64%  | 23%  | -51      |
| 加拿大       | 12%  | 63%  | 25%  | -51      |
| 德国         | 14%  | 65%  | 21%  | -51      |
| 荷蘭         | 11%  | 63%  | 26%  | -51      |
| 奥地利       | 16%  | 63%  | 21%  | -47      |
| 伊朗         | 16%  | 59%  | 25%  | -43      |
| 以色列       | 14%  | 58%  | 28%  | -43      |
| 挪威         | 19%  | 62%  | 19%  | -43      |
| 法國         | 15%  | 57%  | 28%  | -42      |
| 義大利       | 15%  | 56%  | 29%  | -41      |
| 巴西         | 17%  | 57%  | 26%  | -40      |
| 羅馬尼亞     | 18%  | 54%  | 28%  | -36      |
| 美国         | 17%  | 52%  | 31%  | -35      |
| 匈牙利       | 16%  | 44%  | 40%  | -28      |
| 阿根廷       | 19%  | 46%  | 35%  | -27      |
| 智利         | 21%  | 46%  | 33%  | -25      |
| 臺灣         | 18%  | 44%  | 38%  | -25      |
|              | 25%  | 49%  | 26%  | -24      |
| 南非         | 21%  | 44%  | 35%  | -23      |
| 希腊         | 22%  | 44%  | 34%  | -22      |
| 瑞士         | 26%  | 48%  | 26%  | -22      |
| 哥伦比亚     | 22%  | 42%  | 36%  | -19      |
|              | 27%  | 45%  | 28%  | -19      |
| 委內瑞拉     | 21%  | 35%  | 44%  | -14      |
| 秘魯         | 31%  | 35%  | 34%  | -4       |
| 泰國         | 28%  | 27%  | 45%  | +1       |
| 新加坡       | 37%  | 35%  | 28%  | +2       |
| 墨西哥       | 33%  | 30%  | 37%  | +3       |
| 奈及利亞     | 36%  | 32%  | 32%  | +4       |
| 马来西亚     | 35%  | 25%  | 40%  | +10      |
| 摩洛哥       | 34%  | 24%  | 42%  | +10      |
| 菲律賓       | 37%  | 23%  | 40%  | +13      |
| 香港         | 42%  | 27%  | 31%  | +15      |
| 沙烏地阿拉伯 | 39%  | 24%  | 37%  | +15      |
| 土耳其       | 40%  | 24%  | 36%  | +15      |
| 印度尼西亞   | 34%  | 14%  | 52%  | +20      |
| 埃及         | 47%  | 23%  | 30%  | +25      |
| 越南         | 49%  | 10%  | 41%  | +39      |
| 阿尔及利亚   | 54%  | 12%  | 34%  | +42      |
| 巴基斯坦     | 55%  | 12%  | 33%  | +42      |
| 中國         | 53%  | 9%   | 38%  | +44      |
| 印度         | 62%  | 12%  | 26%  | +50      |
| 俄羅斯       | 80%  | 6%   | 14%  | +73      |

### 亞洲

#### 日本

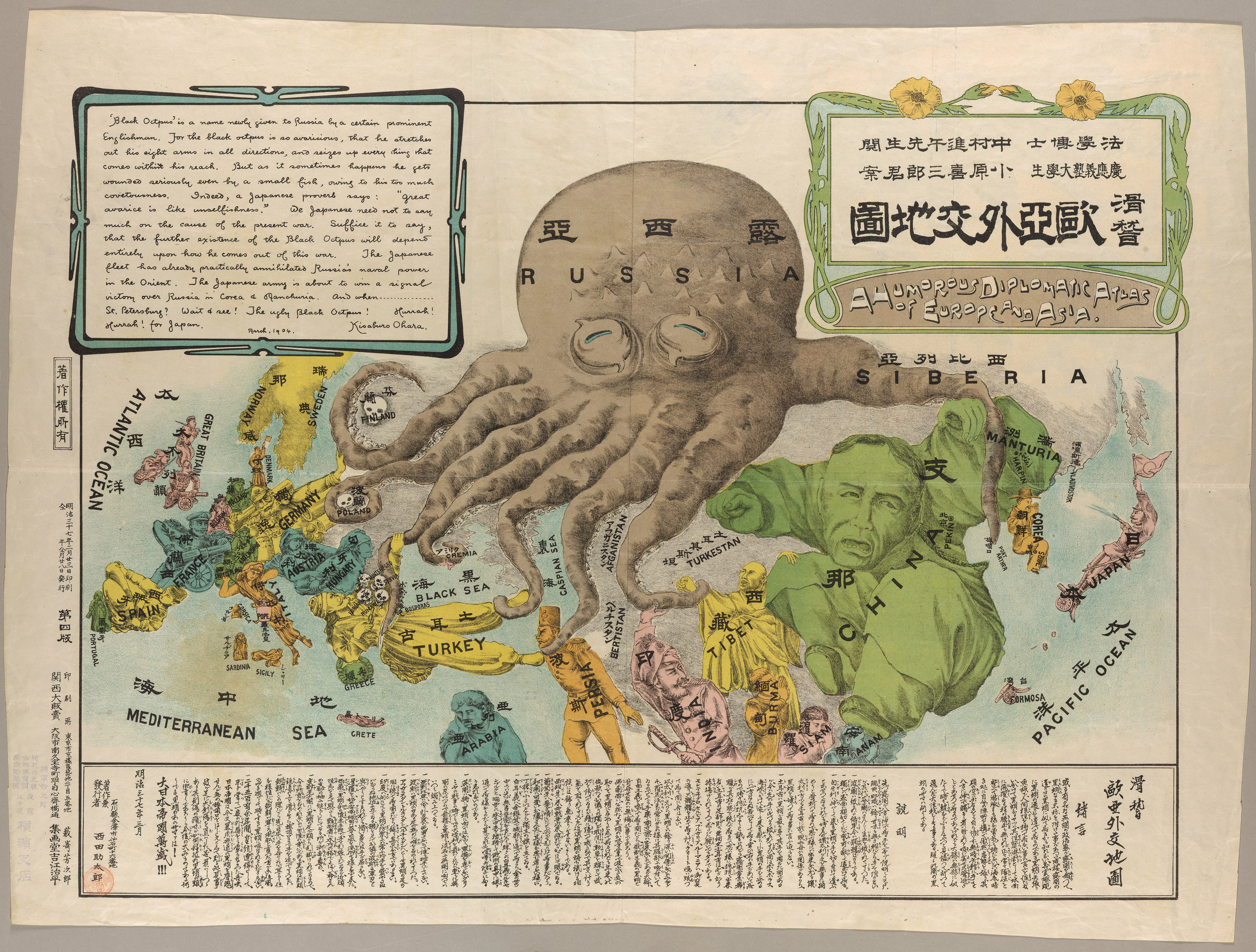
日俄战争期间日本制作的反俄讽刺地图。

反俄是日本對中國發動侵略戰爭的重要原因，日本一直希望與清政府及北洋政府合作防蘇俄（蘇聯）在國民革命軍北伐扮演的角色、清黨後國民政府內仍有大量的共產黨支持者、以及國民政府對日本的排擠，讓日本對國民政府並不信任、並刺激了日本激進派奪權及漸次侵略中國。
二戰後，由於蘇聯拿下原隸屬於日本的庫頁島南部及南千島群島，日俄（蘇）兩方對後者更存有主權爭議，因此部分日本右翼團體也經常以收復失土的名義製造反俄情緒。

#### 近代中國
晚清时期，中国国力衰弱，俄罗斯帝国吞并了中国北方的大量领土，主要在外东北和外西北，在占领地推行种族灭绝，例如庚子俄难中对清朝人的赶尽杀绝。其继承者苏联则频繁干涉中華民國内政，並暗中主导了外蒙古独立和中东路事件、长期策动新疆独立并武装入侵新疆，甚至在第二次世界大戰期間進攻日控偽滿洲國時大肆劫掠和屠殺中國東北人民及日本僑民，在日本投降戰後逼迫中華民國與蘇聯簽訂中蘇友好同盟條約，並要求外蒙古獨立和併吞唐奴烏梁海與江東六十四屯。中国北方與俄羅斯相接的邊疆區域，至今一直存在反俄现象，多将俄罗斯人蔑称为“毛子”。不过，21世纪的“毛子”逐渐变为中性词。
在苏联政府支持、帮助下，中国共产党在1949年打贏第二次國共內戰，並正式建立中华人民共和国。中苏关系经过建国之初短暂的蜜月期后，即因国家利益、意识形态的关系，进入长期交恶状态。1969年珍宝岛事件后，两国面临全面战争。由于军事、经济实力远逊于苏联，出于苏联全面入侵的担忧，中国大陸當局和领导人在此后一直将苏联视为重点防备对象。1960、70年代，时任中国共产党主席毛泽东除强调“备战备荒为人民”外，提出“深挖洞、广积粮”。同时，藉由三线建设将国家工业建设的中心放致远离中苏边界的西南地区。外交上执行一条线、一大片的反苏策略。1976年毛泽东逝世后，邓小平在1978年确立领导核心地位。1979年爆发中越战争，战场虽然在中国最南方，但千里之外的北方——苏联同样是防备重点。为防苏军入侵，中苏、中蒙边界的中国人民解放军均已进入临战状态。

#### 當代中國
苏联解体前夕，中苏关系缓和。苏联解体后，俄罗斯是最主要的继承者。进入21世纪，因两国歷史都偏向反对美国，中国大陸与俄罗斯关系较为亲密，但中国大陸民众的反俄情绪并未消失，也有不少人斥责當時的中國共產黨與中華人民共和國政府的中央相關單位，在1991年中華人民共和國和蘇聯劃定邊界，由時任中共中央總書記江澤民與蘇共中央總書記兼蘇聯總統戈巴契夫簽訂《中華人民共和國和蘇維埃社會主義共和國聯盟關於中蘇國界東段的協定》，中華人民共和國正式放棄該地之治權，江東六十四屯這一地區目前隸屬於俄羅斯阿穆爾州，簽訂這協定放弃了对外东北、外西北、外蒙古等地區的領土声索，後續因簽訂中俄睦鄰友好合作條約和中俄邊界東段補充協定等中俄邊境談判的協定，否認康熙時代的尼布楚條約內容和承認中國已放棄外東北與外西北及外蒙古等領土，卻拘於兩岸統一和煽動民間反西方情緒。基于历史，一些人反对亲俄战略，担心如果向俄罗斯提供了過多協助，將來會被俄羅斯背叛。网络时代，一直有“死了（半死不活）的毛子才是好毛子”的说法。然而自20世纪90年代以来，出于与俄罗斯之间全面战略协作伙伴的特殊关系，两国政府多次在联合声明中规定“绝不允许任何势力利用本国领土从事反对对方的活动”，即中国有义务在其领土上维护俄罗斯方面的权威，亲俄的中国政府一律打击反俄行动和批评俄罗斯的言论，并在各种国际场合下表达对俄罗斯外交政策的支持。因此尽管中国民间时有反俄浪潮，却从未对中俄关系产生任何动摇。中俄两国两军关系极度密切并持续至今，为此两国边界100公里范围内已不再设防，边境地区中方一侧部分地段200公里范围内也未部署任何作战部队，俄军因此亦不将中俄边界视为危险方向，其在远东地区的主要兵力部署以日本、韩国及两国本土驻扎的美军为假想敌。

#### 中华民国台湾时期

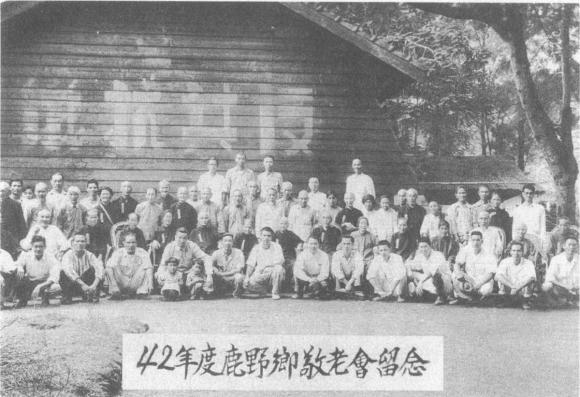
1953年，臺灣臺東鹿野鄉敬老會全體合影。背後建物，以超過兩人寬的中文字體，由右至左書寫「反共抗俄」字樣。此一口號曾在1950至60年代的台灣廣為傳播

中華民國政府遷台後，由於東西冷戰，中華民國在意識形態和制度上均偏向與美國為首的資本主義陣營，復加上蘇聯本身的封閉，使雙方幾乎沒有往來。以及中華民國政府普遍認為在國共內戰中敗退且失去中國大陸的原因，就在於蘇聯對中共及國民政府內部共諜的長期資助和扶持，遂在台灣長期宣揚「反共抗俄」的立場，不斷在教育及社會各層面醜化蘇聯及共產主義的形象，以如俄寇等貶抑詞蔑稱並嚴禁相關事物在臺灣的傳播。蔣中正本人也親自擴充《蘇俄在中國》一書，詳述俄國自清末以來對華之侵略歷史，以做為對蘇聯的警惕和提防。雖則冷戰結束、臺灣解嚴後此政策被揚棄，但此一時期的教育宣傳至今仍深刻影響臺灣社會對俄國的觀感。
作为2022年俄罗斯入侵乌克兰的反应，2月25日上午，中華民國外交部表示，將參與國際社會對俄羅斯的經濟制裁，以敦促俄方停止軍事侵略烏克蘭儘速恢復各方和平對話。同日，總統府發言人張惇涵表示，中華民國政府嚴正譴責俄羅斯對烏克蘭主權的侵害，以及對於區域及全球和平穩定的破壞，台灣將與全球民主夥伴密切合作，參與國際社會對俄羅斯的經濟制裁。

#### 伊朗
16-18世纪
伊朗的反俄情绪可以追溯到几个世纪前。历史学家鲁迪·马蒂解释说，早在萨法维时期，伊朗人“就因俄罗斯人的粗鲁而长期鄙视他们”。俄罗斯人在伊朗享有不好的名声，到了17世纪，他们被称为欧洲的乌兹别克人，是所有基督徒中最糟糕的，没有礼貌，不聪明，而且永远醉酒。这种观念可以追溯到古希腊和古罗马的宇宙观，这种观念被传播到了伊斯兰世界。根据这个概念，世界分为七大气候；同心地带距离中心越远，其居民就被认为越野蛮。这个概念也与古兰经中发现的歌革和玛各的旧概念有关，根据这个概念，在这个边界之外是一片昏暗的土地，居住着愚人。因此，为了描述这种刻板印象，萨法维在书面资料中创造了贬义性形容词rus-e manhus（“不祥的俄罗斯”或“不祥的俄罗斯”）。随着时间的推移，它成为伊朗人指俄罗斯人的通用术语。
到了17世纪中叶，“rus-e manhus”一词特指在里海沿岸造成严重破坏的哥萨克人，而伊朗人并没有真正将他们与“真正的”俄罗斯人区分开来。马蒂认为，到了18世纪，“人们对原始民族的刻板印象更多地出于本能而不是理性，而伊朗人（用乔纳斯·汉威的话说）可能没有看到更多的‘俄罗斯人’这一事实也可能强化了这种刻板印象。” 与生活在里海周围的部落游牧民族相比，“真正的”俄罗斯人顶多是粗鲁的士兵和文盲的渔民。”然而，同时代的伊朗人可能同样倾向于将俄罗斯人视为原始和不文明的人。
由于上述看法，17世纪的俄罗斯特使偶尔会受到伊朗人的粗鲁对待。然而，对上述特使的大部分虐待都是出于对俄罗斯人可能隐藏的目标和阴谋的怀疑和不满。然而，这是当时全球对于特使的普遍看法，特使和使者基本上总是被视为具有（秘密）动机并且是间谍。事实上，正是这种观点阻碍了近代早期在欧洲建立常驻外交使团。然而，17世纪中叶伊朗对俄罗斯动机的怀疑由来已久，在民众中根深蒂固，而且是基于真正的担忧。
当时，俄罗斯人试图以外交使团的形式呈现有利可图的商业使团，并暗中试图支持哥萨克对伊朗的袭击。然而，在高加索地区修建堡垒是当时最重要的因素，伊朗对俄罗斯征服高加索计划的担忧可以追溯到16世纪中叶。随着彼得大帝沙皇王国的崛起及其在18世纪上半叶对伊朗的侵略，这种担忧很快就重新燃起，并最终预示着后来俄罗斯在19世纪吞并高加索地区。
18世纪，由于彼得大帝的现代化努力和叶卡捷琳娜大帝发起的扩张主义，伊朗对俄罗斯人的看法有所调整。然而，伊朗人对其北方邻国的看法显然从未放弃过，认为他们有些平淡和原始。
19世纪至21世纪
历史学家马齐亚尔·贝鲁兹在其著作《战争中的伊朗：与现代世界的互动以及与俄罗斯帝国的斗争》一书中重点关注了19世纪上半叶的两次俄罗斯-伊朗战争。在阿迦·穆罕默德·汗·卡扎尔的统一运动之前以及整个19世纪初，伊朗和俄罗斯精英对彼此持有贬低的看法。他们认为对方不文明、落后，因而互相蔑视。例如，在伊朗，俄罗斯人最常用的当代贬义形容词rus-e manhus。同时代的英国外交官、旅行家和小说家詹姆斯·贾斯汀尼安·莫里尔1808 年撰文指出，伊朗人在谈论俄罗斯人时表现出极大的蔑视。由于上述战争，俄罗斯吞并了伊朗在高加索地区的大部分领土；根据《古里斯坦条约》（1813年）和《土库曼查条约》（1828年），伊朗被迫将现在的阿塞拜疆、亚美尼亚、格鲁吉亚东部和达吉斯坦南部割让给俄罗斯。这助长了反俄情绪，导致愤怒的暴民冲进德黑兰的俄罗斯大使馆，并于1829年杀害了所有人。在大屠杀中丧生的人包括新任命的俄罗斯驻伊朗大使、著名剧作家亚历山大·格里博耶多夫，格里博耶多夫此前曾在1828年条约条款的谈判中发挥了积极作用。
苏联参与阿塞拜疆和库尔德分离主义运动也助长了伊朗的消极态度。2009年，由于俄罗斯对伊朗政府的支持，伊朗反对派也对俄罗斯持负面态度。马里兰州国际与安全研究中心2021年9月进行的一项民意调查显示，42%的伊朗受访者对俄罗斯持负面看法，而56%的伊朗受访者持正面看法。

#### 印度
前往果阿的俄罗斯游客是该州最大的游客群体之一，据印度媒体报道，由于一些游客实施暴力和其他非法活动，他们与当地人之间关系紧张。2012年2月，印度政治家尚塔拉姆·奈克指责俄罗斯人（以及以色列人）占领果阿的某些沿海村庄。2012年8月，印度政治家爱德华多·法莱罗驳斥了俄罗斯总领事关于那里不存在俄罗斯黑手党的说法，声称莫尔吉姆正在发生“虚拟文化入侵”。据《印度快报》2013年报道，果阿对外国人的不满情绪不断加剧，尤其是针对俄罗斯人和尼日利亚人。
2014年，果阿出租车司机抗议俄罗斯旅行社涉嫌抢夺他们的旅游运输服务后，果阿旅游部取消了印俄音乐节，引发了一些俄罗斯外交官的批评。据报道，2015年俄罗斯信息中心表示，印度和果阿“不被认为是俄罗斯游客的好目的地”。

#### 哈萨克斯坦
据詹姆斯敦基金会称，虽然哈萨克斯坦以前并不以反俄而闻名，但自独立以来，哈萨克斯坦对俄罗斯和中国的敌意日益增强。俄罗斯评论员雅罗斯拉夫·拉祖莫夫声称“反俄文章是哈萨克斯坦媒体的主要内容”。最近，哈萨克民族主义者批评了那些更喜欢说俄语而不是哈萨克语的人，但俄语是该国的两种官方语言之一。2014年，哈萨克族对俄罗斯总统弗拉基米尔·普京关于独立前“哈萨克人从未拥有任何国家地位”的言论感到愤怒。

#### 韩国
2020年盖洛普国际民意调查显示，75%的韩国人认为俄罗斯的外交政策破坏了世界稳定，这一比例在44个接受调查的国家中排名第三。Morning Consult于2022年2月6日完成的一项民意调查显示，韩国受访者对俄罗斯的负面印象多于正面印象，相差25%（远东地区第二高的比例）。针对该国入侵乌克兰的反俄罗斯抗议活动在首尔和光州举行，还计划在釜山举行。

#### 土耳其
根据2013年的一项调查，73%的土耳其人对俄罗斯持负面看法，16%的土耳其人持正面看法。2011年SETA民意调查显示，51.7%的土耳其人对俄罗斯人表示负面看法，而只有20.7%的土耳其人表示正面看法。根据2012年的一份报告，安塔利亚的酒店经营者对俄罗斯游客的看法比对西方游客的看法更负面。
历史上，俄罗斯和土耳其土耳其曾多次发生战争，给各自国家造成了巨大的破坏。俄罗斯沙皇时期，奥斯曼人经常袭击俄罗斯村民。随着俄罗斯帝国开始扩张，并与土耳其发生激烈冲突；俄罗斯经常获胜多于失败，并严重削弱了奥斯曼帝国。这一系列的战争体现了俄罗斯想把土耳其变成附庸国的想法，导致土耳其国内仇俄情绪高涨。20世纪，土耳其的反俄情绪如此高涨，以至于俄罗斯拒绝让土耳其武官随行。第一次世界大战后，奥斯曼帝国和俄罗斯帝国双双崩溃，两国继续饱受内战之苦。在此期间，苏俄支持穆斯塔法·凯末尔领导的土耳其独立运动，导致两国关系升温，因为新成立的土耳其共和国与苏联保持了正式关系。第二次世界大战后，由于斯大林要求苏联完全控制该海峡，1946年发生博斯普鲁斯海峡危机，导致土耳其仇俄情绪死灰复燃。
2011年叙利亚内战爆发后，土耳其的反俄情绪再次高涨。俄罗斯支持巴沙尔·阿萨德政府，而土耳其则支持叙利亚自由军，并多次宣布意图推翻阿萨德政权，两国关系再次紧张。在一架俄罗斯飞机被土耳其击落后，两国关系进一步恶化。土耳其媒体宣传了有关俄罗斯在叙利亚野心的仇俄新闻，虽然两国曾试图重新解决分歧。土耳其在叙利亚针对俄罗斯和阿萨德支持部队的军事行动也严重损害了两国关系。

### 俄罗斯境内

#### 北高加索地区
2001年，车臣男子戈伊恰耶夫因谋杀、强奸和抢劫被判处死刑。他的刑期后来被减为无期徒刑。根据检察官提供的信息，戈伊恰耶夫团伙以俄罗斯人为目标，于1997年至1999年间在车臣共和国谢尔科夫斯基区杀害了10人。戈亚切夫被指控犯有种族灭绝罪，但法院没有判定他犯有种族灭绝罪，因为种族灭绝被认为是危害人类和平与安全的罪行。被车臣人抓获的俄罗斯NTV频道记者叶莲娜·马休克2009年表示，她没有看到传闻中的车臣有任何种族清洗的迹象。
记者法蒂玛·特利索娃于2009年发表文章，讨论了切尔克斯地区经常发生俄罗斯东正教十字架被从建筑物上锯下来和从山上扔下来的情况，该十字架与发起大规模驱逐切尔克斯人的人有关。

#### 作为一种辩论手段
克里姆林宫及其支持者有时因利用“恐俄症”指控作为宣传形式来反击对政府政策的批评而受到批评。批评俄罗斯政府的消息人士称，俄罗斯国有媒体和政府试图通过将“中立”批评概括为对全体俄罗斯民众的不加区别的指控或恐俄症来抹黑“中立”批评。2006年，诗人兼散文家列夫·鲁宾斯坦写道，与“法西斯主义”一词类似，“恐俄症”一词已成为一种政治标签，贴在那些不同意那些将自己定位为“俄罗斯人”的个人或组织的言论或行动的人身上，是意识形态的意义，而不是种族或地理的意义。
俄罗斯对外界反俄批评的反应加剧了当代俄罗斯民族主义意识形态的发展，这在许多方面反映了其前苏联民族主义。社会学家阿纳托利·哈扎诺夫指出，存在着一场民族爱国运动，该运动认为，存在着“文明的冲突，是美国领导的唯物主义、个人主义、消费主义、世界主义、腐败和颓废的西方与理想主义之间的全球斗争” ，“以俄罗斯为首的集体主义、道德和精神优越的亚欧大陆欧亚大陆。”在他们看来，美国想要分裂俄罗斯，并将其变成原材料来源地。西方被指控恐俄症是他们信仰的重要组成部分。
约瑟夫·斯蒂格利茨写道，后苏联自由经济改革的失败强化了这些态度，人们认为这些改革受到了美国财政部的影响。据说，美国关于促进俄罗斯民主改革的言论与美国的实际行动和政策之间的不匹配，引起了俄罗斯人的深深不满，帮助俄罗斯的宣传构建了美国恶意干涉的叙述。
自2014年吞并克里米亚和随后的制裁以来，官方话语中仇俄指控迅速增加。2014年至2018 年间，俄罗斯外交部网站上该术语的使用量急剧增加。俄罗斯总统弗拉基米尔·普京将仇俄症与反犹太主义进行了比较。学者杰德·麦克格林认为，现代恐俄症和纳粹反犹太主义的混为一谈是宣传策略的一部分，该策略利用历史框架来创造一种奉承的叙事，即俄乌战争是“伟大卫国战争”的重演。凯瑟琳·斯通纳和迈克尔·麦克福尔将转向激进民族主义解释为在国内经济和政治压力下保护政权的一种策略，声称“为了维持他在国内的合法性论点，普京需要……不断的对抗，以支持俄罗斯的说法” 受到西方的围攻，俄罗斯正在与美国交战。”
俄罗斯政治学家、乔治华盛顿大学欧洲、俄罗斯和欧亚研究所高级客座研究员玛丽亚·利普曼表示，通过对俄罗斯实施制裁、向乌克兰提供武器支持，以及关于美国建制派削弱了俄罗斯，并在俄罗斯电视上放大了。
《华盛顿邮报》报道称，通过宣传利用仇俄情绪来维持对入侵乌克兰的支持，将其描述为与西方的生存对抗，是有效的。据一家独立民意调查机构称，“人们解释说，世界上很大一部分人都反对我们，只有普京希望保住俄罗斯，否则我们就会被彻底吃掉。对他们来说，是俄罗斯在保卫自己”。

### 外高加索

#### 阿塞拜疆
阿塞拜疆独立前的1990年黑色一月大屠杀以及俄罗斯在阿塞拜疆和亚美尼亚之间的第一次纳戈尔诺-卡拉巴赫战争中扮演的复杂角色增加了人们对俄罗斯的负面看法。 年阿布法兹·埃尔奇贝担任总统期间，俄罗斯和阿塞拜疆之间的关系因其反俄政策而受到损害，但在伊利哈姆·阿利耶夫的领导下，关系反而有所改善。

#### 亚美尼亚
尼古拉二世强化俄罗斯化政策，并且没有强烈反对奥斯曼帝国对亚美尼亚人的屠杀，导致亚美尼亚民族主义团体的反俄情绪高涨。1903年俄罗斯政府没收了亚美尼亚教会的土地后，ARF党动员的亚美尼亚人对俄罗斯当局和与他们合作的亚美尼亚人进行了袭击。
1988年7月，卡拉巴赫运动期间，埃里温附近的兹瓦尔特诺茨机场发生暴力冲突，苏军打死一名亚美尼亚男子，造成数十人受伤，引发反俄、反苏示威活动。2015年，驻扎在久姆里俄罗斯基地的一名俄罗斯军人屠杀了亚美尼亚一家七口，导致亚美尼亚和俄罗斯关系紧张。
近年来，由于俄罗斯拒绝在2020年纳戈尔诺-卡拉巴赫战争和2022年9月亚美尼亚-阿塞拜疆冲突中帮助亚美尼亚，以及被视为反亚美尼亚人的言论，亚美尼亚和俄罗斯之间的关系日益恶化，这导致该国反俄情绪急剧上升。

#### 格鲁吉亚
根据2012年的一项民意调查，35%的格鲁吉亚人认为俄罗斯是格鲁吉亚最大的敌人，而2011年这一比例明显更高，为51%。在2013年2月的一项民意调查中，63%的格鲁吉亚人表示俄罗斯是格鲁吉亚最大的政治和经济威胁，而只有35%的人将俄罗斯视为格鲁吉亚最重要的合作伙伴。其主要原因是20世纪90年代以来俄罗斯支持阿布哈兹和南奥塞梯独立，引发阿布哈兹-格鲁吉亚冲突、格鲁吉亚-奥塞梯冲突以及后来的2008年与俄罗斯的战争。随后，格鲁吉亚在20世纪90年代车臣-俄罗斯冲突期间对车臣人表示同情。
2022年俄罗斯入侵乌克兰后，格鲁吉亚人对俄罗斯人的敌意有所增加，其中也包括最近逃离的流亡俄罗斯人。其中包括企业张贴的标语和Airbnb 房东发布的帖子，宣称“不欢迎俄罗斯人”，许多中央街道上发现反俄罗斯涂鸦，著名的Bassiani夜总会禁止任何持有俄罗斯护照的人，以及数千名当地人签署的在线请愿书，要求针对俄罗斯人的移民规则采取更严厉的措施。

### 欧洲其他地区
欧洲的反俄情绪由来已久，可以追溯到几个世纪前。最初，它主要是由宗教和文化差异以及俄罗斯的扩张主义政策驱动的。这种情绪随着时间的推移而演变，但所感知到的野蛮主义、帝国主义和文化自卑的基本主题仍然保持不变。
15世纪，在伊凡三世领导下，俄罗斯向非俄领土扩张期间，欧洲对俄罗斯的负面看法开始形成。俄罗斯对波兰，立陶宛、利沃尼亚城市和瑞典控制的芬兰的战役标志着人们开始将俄罗斯视为威胁。在这个时代，俄罗斯经常被其欧洲对手描绘成一个野蛮的、非基督教的帝国主义国家。迈克尔·C.保罗认为，13世纪针对诺夫哥罗德和诺夫哥罗德等俄罗斯基督教城市的十字军东征，普斯科夫可能会凸显出更根深蒂固的宗教和文化敌意。
利沃尼亚战争（1558-83）期间，欧洲列强，特别是波兰立陶宛和利沃尼亚德国城市，强化了对俄罗斯的负面看法。他们对俄罗斯实施战争物资禁运，担心俄罗斯有可能从英国那里获得军事物资，而英国在俄罗斯有活跃的贸易代表团，但伊丽莎白女王否认了这些指控。
同时代的人将俄罗斯沙皇政权和早期俄罗斯帝国描述为基督教的野蛮敌人。16世纪奥地利大使西吉斯蒙德·冯·赫伯斯坦和英国大使贾尔斯·弗莱彻等西方旅行者的记述对俄罗斯进行了负面描述，重点关注迷信、残暴和落后等方面。负面观点一直持续到17世纪和18世纪，西方观察家继续强调俄罗斯社会中的迷信、酗酒和野蛮行为等方面。约翰·佩里船长、法国旅行者雅克·玛格丽特和让·沙普·德奥特罗什等著名人物经常将俄罗斯社会与西方标准进行不利比较，从而促成了这些看法。
最近，西欧的仇俄症是基于对俄罗斯征服欧洲的各种或多或少令人难以置信的恐惧，例如基于19世纪法国记录的彼得大帝遗嘱伪造品的恐惧，后来由于人们担心俄罗斯会因大博弈而袭击英国殖民地印度。现代中欧和东欧国家对俄罗斯的消极态度和不信任反过来又深深植根于苏联和当今俄罗斯的历史暴力。
在2012年的一项调查中，欧盟境内的俄罗斯移民表示，他们经历过出于种族动机的仇恨犯罪的比例为5%，低于欧盟多个移民群体和少数民族报告的平均10%。17%的欧盟俄罗斯移民表示，他们在过去12个月内曾遭受过犯罪行为，而几个移民群体和少数民族的平均比例为 24%。

#### 巴爾幹半島
由於不少東歐、巴爾幹半島國家都曾被蘇聯所統治，或被蘇聯輸出的共產主義嚴重影響，使他們成為冷戰中的共產國家，故大部分東歐巴爾幹半島國家的政府乃至國民，都對後繼的俄羅斯政府、甚至俄羅斯文化頗為反感（塞爾維亞和匈牙利是少數例外相對親俄的國家）。俄羅斯入侵烏克蘭後至今，很多東歐巴爾幹半島國家相繼大力支援烏克蘭，特別自布查大屠殺事件之後更加痛恨俄羅斯。

##### 阿爾巴尼亚
阿爾巴尼亞政府自民主化後，就對俄羅斯政府將科索沃獨立運動支持者稱為「阿爾巴尼亞恐怖份子」說法極為不滿。在科索沃獨立後，俄羅斯更加親近塞爾維亞政府，導致兩國文化交流和經貿合作甚少，其後阿爾巴尼亞政府更多次驅逐俄羅斯外交官出境，而阿爾巴尼亞民間亦絕大部分討厭俄羅斯政府。
自俄羅斯入侵烏克蘭後，阿爾巴尼亞政府多次與美國政府一起在聯合國發起多個制裁普京和俄羅斯企業的法案，更收容了不少烏克蘭難民。

##### 蒙特內哥羅
蒙特內哥羅自2006年獨立後便一直採取親美疏俄立場，特別自從蒙特內哥羅於2017年加入北約後，蒙特內哥羅政府對俄羅斯政府採取更強硬的行動，包括驅逐俄羅斯外交官出境、限制俄羅斯投資者到蒙特內哥羅投資房地產等。國民方面蒙特內哥羅人，以及阿爾巴尼亞、波士尼亞及克羅埃西亞等民族多數強烈反俄；但少數民族佔比例最多的塞爾維亞人就多數明顯親俄。
俄羅斯入侵烏克蘭後，蒙特內哥羅對俄羅斯實施經濟和政治制裁。

#### 东欧

##### 羅馬尼亞
反俄情绪可以追溯到18世纪和19世纪初俄罗斯帝国和奥斯曼帝国之间的冲突，以及1812年奥斯曼帝国吞并后将部分摩尔达维亚公国割让给俄罗斯，以及19世纪70年代的吞并。第二次世界大战及之后苏联对北布科维纳和比萨拉比亚实施了种族清洗、俄罗斯化和驱逐政策，这些政策针对罗马尼亚族人。第二次世界大战后，纳粹德国的前盟友罗马尼亚被苏联军队占领。
多瑙河公国反俄情绪的出现，是统一罗马尼亚的前身，罗马尼亚通过1829年阿德里安堡条约结束了1828-1829年俄土战争，从奥斯曼帝国独立出来，源于1829年后多瑙河关系 瓦拉几亚和摩尔达维亚公国并入俄罗斯，是由两个有影响力的阶级在经济和政治上相互不满而引起的，而这两个阶级也常常相互矛盾。根据1829年条约，俄罗斯被指定为这两个公国的保护者，允许占领这两个公国，并且还起草了一项名为《组织条例》的准宪法，该组织组建了一个由800名波雅尔（当地地主经济精英）组成的强大议会，名义上受其管辖。名义上不那么重要的王子的权威，这份文件是在波雅尔家族的大力支持下制定的。米沙·格伦尼所描述的博雅尔人是一个“反动寡头政治”，他们停止了任何自由主义改革的暗示，而不断壮大的城市精英开始将俄罗斯与改革进展缓慢以及他们在建立工业基础方面面临的障碍联系起来。另一方面，由于与俄罗斯的经济利益冲突，博雅尔人本身在1830年代和1840年代开始对俄罗斯产生厌恶感。奥斯曼帝国撤出多瑙河盆地的三个堡垒后，波雅尔人利用这片肥沃的土地，大幅增加了罗马尼亚的小麦产量，最终使未来由瓦拉几亚与摩尔达维亚统一组成的罗马尼亚成为世界第四大小麦生产国。1829年之前，瓦拉几亚和摩尔达维亚小麦仅限于奥斯曼帝国市场，而俄罗斯日益感受到其管辖范围内日益激烈的竞争的威胁，担心这可能压低俄罗斯小麦的价格。因此，俄罗斯利用其公国保护者的角色，让多瑙河淤塞，破坏了可能的市场竞争对手。由于这一点以及“俄罗斯在经济上的拖沓”，波雅尔人也对俄罗斯的统治越来越不满。与俄罗斯公共关系的迅速侵蚀导致了1848年的一场革命，在这场革命中，新兴的罗马尼亚知识分子和政治阶层寻求他们的老霸主奥斯曼帝国的帮助，以驱逐俄罗斯的影响力——尽管在俄罗斯施加压力后，俄罗斯和奥斯曼军队联手镇压该运动。

##### 烏克蘭

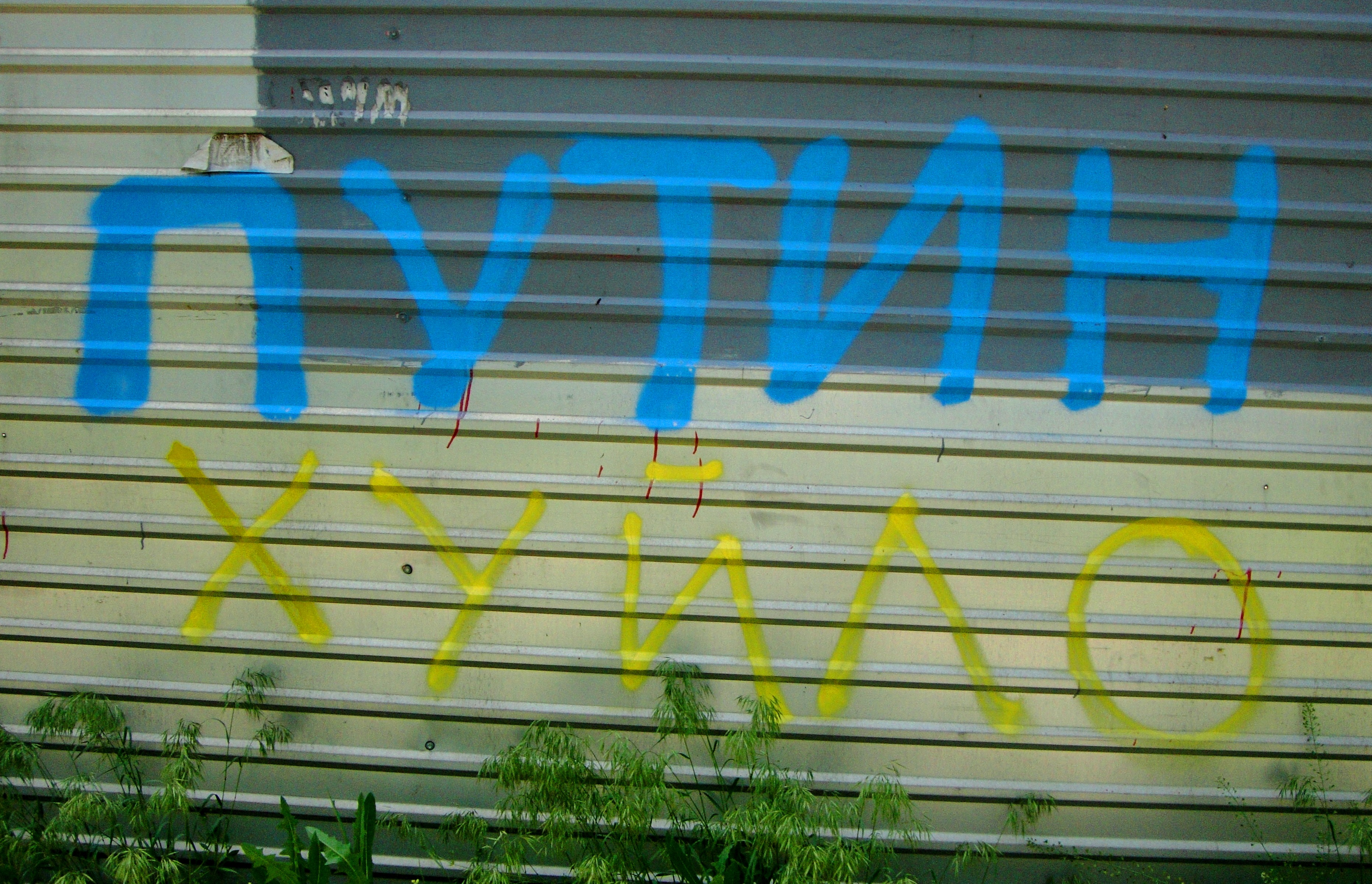
卢甘斯克的“普京是傻逼”涂鸦

2004年，处于边缘地位的自由党领导人奥列赫·蒂亚尼博克敦促该党打击统治乌克兰的“莫斯科犹太黑手党”。由于这些言论，特亚尼博克于2004年7月被议会开除。乌克兰西部右翼前协调员亚历山大·穆齐奇科谈到，“只要我的血管里流淌着血液，就会与共产党、犹太人和俄罗斯人战斗。”
2009年5月，乌克兰基辅国际社会学研究所进行的一项民意调查显示，96%的受访者对俄罗斯人作为一个民族持积极态度，93%的人尊重俄罗斯联邦，76%的人尊重俄罗斯建制派。
2010年10月，乌克兰国家科学院社会学研究所的统计数据显示，自1994年以来，人们对俄罗斯人的积极态度一直在下降。在回答衡量俄罗斯人容忍度的问题时，15%的西方乌克兰人给出了积极的回答。在乌克兰中部，30%的人做出了积极回应（1994年为60%）；乌克兰南部 60% 的人做出了积极回应（1994年为70%）；乌克兰东部有64%的人做出了积极回应（1994年为75%）。此外，6-7%的乌克兰西部人愿意将俄罗斯人完全驱逐出乌克兰，7-8%的乌克兰中部人也有类似的反应。在乌克兰南部或东部没有发现这种程度的情绪。
极端民族主义政党自由党提出了激进的反俄言论，并拥有足够的选举支持来获得地方议会的多数支持。分析人士解释说，斯沃博达在2010年乌克兰地方选举中在东加利西亚获胜，是由于阿扎罗夫政府的政策被“斯沃博达”的选民视为过于亲俄。基辅国立大学莫希拉学院政治学高级讲师安德烈亚斯·乌姆兰表示，斯沃博达在乌克兰媒体上的曝光率不断提高，为这些成功做出了贡献。根据英国学者塔拉斯·库齐奥 的说法，维克多·亚努科维奇的总统任期捏造了这一曝光，以抹黑反对派。自亲欧盟革命以来，自由党失去了很多支持。在2019年乌克兰议会选举中，自由党与亚罗什政府倡议、右翼部门和国家军团形成了统一的政党名单。联合名单仅获得2.15%的选票，不到5%选举门槛的一半，因此无法通过国家党名单获得议会席位。總得可以說，在烏克蘭由於文化相似，只有极少数民族主义者表达了强烈的反俄观点；据布鲁金斯学会统计，乌克兰恢复独立后，大多数人希望与俄罗斯建立良好关系。但2014年，俄罗斯吞并克里米亚后，烏克蘭原本正面大於負面的对俄罗斯态度发生了急剧变化。2017年4月，社会学团体“RATING”的一项民意调查发现，57%的受访者对俄罗斯表示“非常冷”或“冷漠”的态度，17%的人表示“非常热情”或“热情”的态度。2019年2月，77%的乌克兰人对俄罗斯人持积极态度，57%的乌克兰人对俄罗斯持积极态度，但只有13%的乌克兰人对俄罗斯政府持积极态度。由于2022年战争，人们的情绪又大幅下降。
2022年3月，97%的乌克兰人表示他们对俄罗斯总统普京持负面看法，另有81%的人表示他们对俄罗斯人民持非常负面或有些负面的看法。然而，65%的乌克兰人同意，“尽管我们存在分歧，但生活在乌克兰的俄罗斯人和乌克兰人之间的团结比分裂我们的因素更多。”乌克兰官员正在努力消除该国城市中以柴可夫斯基等俄罗斯历史人物命名的街道。据利沃夫伊万·弗兰科国立大学的历史学家瓦西里·克梅特称，此举是为了通过创造“一个强大的替代方案，一个现代乌克兰语”来消除俄罗斯“所谓的俄罗斯米尔——俄语世界”的宣传。

#### 波羅的海國家
2015年，俄罗斯国家杜马外交事务委员会主席阿列克谢·普什科夫声称，仇俄已成为波罗的海国家的国家政策。2021年，俄罗斯外交部长谢尔盖·拉夫罗夫指责波罗的海国家是北约和欧盟中严重的仇俄「少数」特例之一。

##### 爱沙尼亚
德国资深作家、记者兼驻俄罗斯记者表示，爱沙尼亚对俄罗斯的一切都深恶痛绝。盖洛普国际公司进行的一项民意调查显示，34%的爱沙尼亚人对俄罗斯持积极态度，但据推测，调查结果可能受到该国大量俄罗斯少数民族的影响。然而，在2012年的一项民意调查中，爱沙尼亚只有3%的俄罗斯少数民族表示他们经历过仇恨犯罪（而欧盟少数民族和移民的平均比例为10%）。
爱沙尼亚哲学家贾恩·卡普林斯基认为，爱沙尼亚反俄情绪的产生可以追溯到1940年，因为在沙皇时期和第一次独立时期，反德情绪占主导地位，反俄情绪很少。卡普林斯基指出，1940年，苏联在约瑟夫·斯大林的领导下对爱沙尼亚实行了统治，苏联当局随后采取的行动在短短一年内就导致反德情绪被反俄罗斯情绪所取代，并将其描述为“苏联最伟大的成就之一”。卡普林斯基认为，反俄情绪可能会像1940年的反德情绪一样迅速消失，但他认为爱沙尼亚的普遍情绪是由爱沙尼亚政客维持的，他们“在政治斗争中利用反俄情绪”，以及 “爱沙尼亚媒体的倾向性态度。”卡普林斯基说，“当谈到俄罗斯时，爱沙尼亚在某种程度上会发现一种僵化的东西方态度，其形式是一切好的东西都来自西方 以及来自东方的一切坏事”；在卡普林斯基看来，这种态度“可能不会追溯到1940年之前，并且可能源于纳粹的宣传。”

##### 拉脱维亚
据《莫斯科时报》报道，拉脱维亚对俄罗斯的恐惧源于近代历史，包括关于拉脱维亚和其他波罗的海国家是否被苏联占领或自愿加入苏联的相互矛盾的观点，以及随后的1940年至1941年6月和1949年3月的驱逐事件，吞并克里米亚加剧了人们对拉脱维亚也可能被俄罗斯吞并的担忧。俄裔美国记者兼广播员弗拉基米尔·波兹纳认为，拉脱维亚苏维埃社会主义共和国的许多俄罗斯移民不学习拉脱维亚语拉脱维亚语，并期望当地居民说俄语，这也导致了反俄情绪的积累。
自拉脱维亚重新获得独立以来，没有俄罗斯人因政治、民族主义或种族主义原因被杀害或受伤，并且在2012年的一项民意调查中，只有 2%的拉脱维亚俄罗斯少数民族表示经历过“出于种族”动机的仇恨犯罪。波罗的海社会科学研究所2004年早些时候的一项研究“拉脱维亚社会的种族宽容和融合”发现，拉脱维亚受访者对他们与俄罗斯人的关系的平均评分为7.8 分（满分10分），而非拉脱维亚受访者对他们与拉脱维亚人的关系的评分为8.4分。两个群体都认为，他们之间的关系令人满意，在过去五年中没有改变，并且在未来五年中要么保持不变，要么有所改善。66％的非俄罗斯受访者表示，他们也支持自己的儿子或女儿与俄罗斯人结婚。受访者确实提到了一些种族冲突，但所有这些冲突都被归类为心理语言冲突，例如言语冲突。
有时，拉脱维亚的俄罗斯人会成为拉脱维亚主流和激进右翼政党中一些较激进成员的反俄罗斯言论的目标。2010年，公民联盟拉脱维亚外交部长与拉脱维亚裔美国医生兼党员之间的内部电子邮件通信被泄露。在一封题为“拉脱维亚人投降吗？”的电子邮件中，斯卢西斯抱怨拉脱维亚目前的局势，并无法返回拉脱维亚工作，因为他无法像对待拉脱维亚人一样对待俄罗斯人，克里斯托夫斯基斯同意他的观点和评估，但警告不要做出歇斯底里的反应，告诫党员避免进行与党的政治目标适得其反的讨论。 泄密事件发生后，公民联盟因斯卢西斯的观点无法被党接受而开除出党，并退还了他的捐款，而反对党和谐中心和拉脱维亚公益组织对克里斯托夫斯基斯发起了不成功的不信任投票。
另一方面，研究机构“SKDS”的年度民意调查结果显示，拉脱维亚民众对俄罗斯联邦的态度存在更大分歧。2008年，47%的受访者对俄罗斯持正面看法，33%持负面看法，而剩下的20%则很难确定自己的看法。2010年达到顶峰，当时64%的受访者对俄罗斯持积极态度，而只有25%的受访者持消极态度。但2015年，克里米亚被俄罗斯吞并后，这一数字降至2008年以来的最低水平，对俄罗斯持负面态度的民众（46%）首次超过了持正面态度的民众（41%）。43.5%的人还认为俄罗斯对拉脱维亚构成了军事威胁，在2019年，这一数字也仅略有下降，为37.3%。

##### 立陶宛
由于历史原因，波蘭立陶宛聯邦的解體，立陶宛普遍担心俄罗斯从未停止过巩固对波罗的海地区的权力，包括担心俄罗斯计划最终再度吞并立陶宛，就像克里米亚那样。人们还担心俄罗斯增加军事部署，例如在俄罗斯加里宁格勒地区，这是与立陶宛接壤的俄罗斯飞地。

#### 中欧

##### 捷克共和国

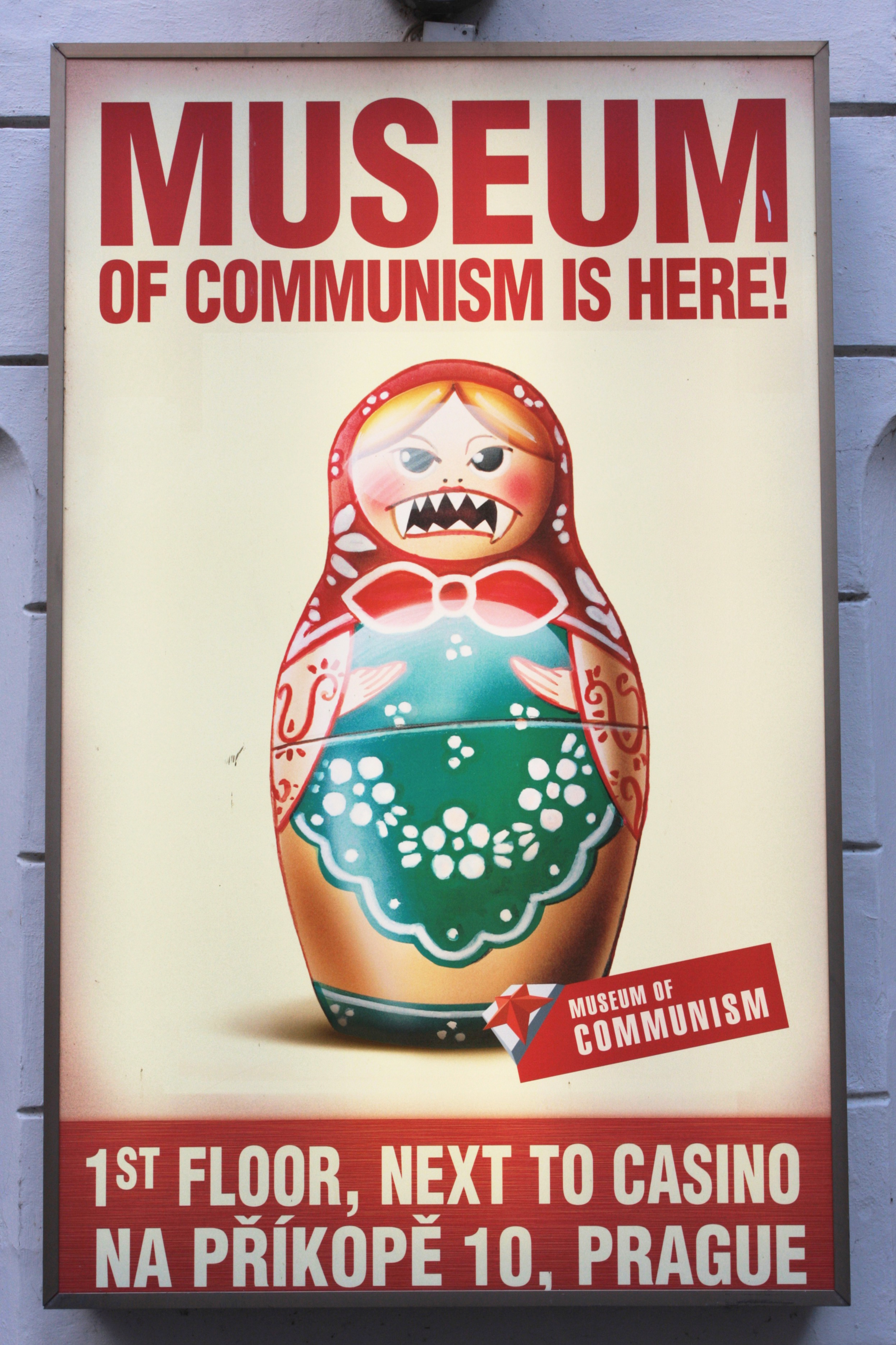
俄罗斯套娃的漫画，作为共产主义的负面象征。布拉格，捷克共和国。

自1991年以来进行的民意调查显示，俄罗斯一直是捷克人最负面看法的国家之一，當年同為社會主義聯盟卻在布拉格之春遭遇入侵一直是痛苦的記憶，2016年只有26%的捷克人回答说他们对俄罗斯有积极看法。
根据作家蒂姆·诺伦2008年的说法，捷克的俄罗斯人几乎普遍不受欢迎，部分原因是俄罗斯黑手党的存在，以及“傲慢的俄罗斯游客袭击布拉格和卡罗维发利的温泉”。
2022年俄罗斯入侵乌克兰后，捷克反俄紧张局势加剧。布拉格经济与商业大学教授马丁·德卢希2月24日在Facebook上写道，“出于良心和道德原则”，他不会指导、测试或纠正俄罗斯学生的期末论文；但在强烈反对后删除了该帖子。小学暴力事件导致学生袭击俄罗斯族同学，引起总理彼得·菲亚拉的谴责。许多捷克商店和餐馆都张贴标语，表示俄罗斯人和白俄罗斯人不得进入。

##### 波兰
2005年，《纽约时报》在波兰日报报道称，“两国之间的关系是自1989年东方集团解体以来最糟糕的。”该组织的国际项目主任，波兰独立智库斯特凡·巴托利基金会2005年表示，自波兰加入欧盟欧盟和北约北约以来，波兰人的反俄情绪大幅下降，波兰人感觉比以前更有安全感，但他也承认，许多波兰人仍然以怀疑的眼光看待俄罗斯。俄罗斯的外交政策动向令人担忧，俄罗斯正在寻求“以不同的形式重建一个帝国。”莫斯科智库政治技术中心副主任鲍里斯·马卡连科表示，许多感情是由过去的恩怨造成的。一个有争议的问题是1940年的卡廷大屠杀以及斯大林时代的种族清洗行动，包括驱逐数十万波兰人，尽管俄罗斯政府已正式承认这一暴行并道歉。
根据2013年BBC全球服务民意调查，19%的波兰人对俄罗斯的影响持积极态度，49%的波兰人持负面看法。据Gazeta.pl2019年报道，一些波兰酒店经营者不喜欢接待俄罗斯客人。波兰旅游商会副会长早在2014年就承认，一些私人宾馆拒绝俄罗斯游客。

##### 匈牙利
匈牙利与俄罗斯的关系因1848年在俄罗斯军队的帮助下镇压的匈牙利革命，和1956年被红军残酷镇压并随后大规模逮捕和监禁匈牙利人而蒙上阴影。维克多·欧尔班现任政府被认为对俄罗斯更加友好。根据皮尤研究中心2019年的一项调查，3%的匈牙利受访者对俄罗斯有好感，32%有一些好感，31%有一些不好感，16%有非常不好感。

#### 北欧

##### 挪威
挪威与西方的外交和文化关系使与俄罗斯的持续关系变得复杂。2017年对挪威人的一项民意调查发现，58%的人认为弗拉基米尔·普京和俄罗斯构成安全威胁。
俄罗斯官员加剧了紧张局势，俄罗斯外交部副部长在奥斯陆表示，俄罗斯认为2018年10月北约在挪威举行的三叉戟接合点军事演习本质上是“反俄”。俄罗斯在北极的扩张加剧了俄罗斯和挪威之间的相互不信任。挪威对俄罗斯军国主义和地区对抗的看法，以及挪威在该国驻扎美国海军陆战队，导致挪威与俄罗斯关系恶化。

##### 芬兰

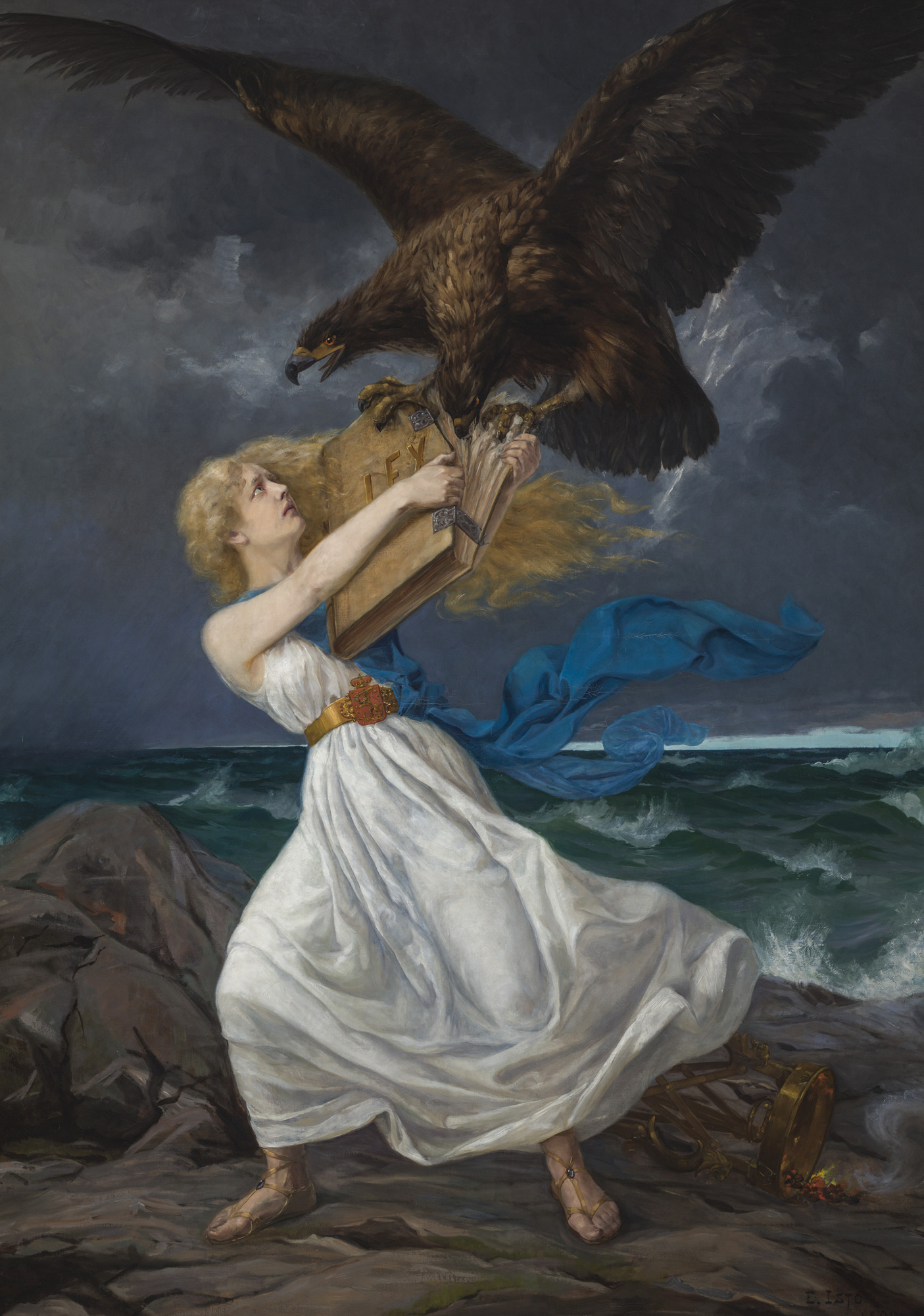
爱德华·伊斯托的画作《攻击》（Attack，1899）象征着芬兰俄罗斯化的开始。俄罗斯的双头鹰正在从芬兰少女的怀里撕下法律书。

芬兰自20世纪70年代以来开始研究反俄罗斯情绪。反俄情绪的历史有两种主要理论，其中一种声称芬兰人和俄罗斯人在历史上一直是宿敌。自大愤怒时代以来，这一立场被认为至少在1700年代一直占据主导地位。这种观点很大程度上假设几个世纪以来，“俄罗斯是一个暴力屠杀者，而芬兰是一个无辜的处女受害者”。
1918年红军和白军之间的芬兰内战（白军获胜）在芬兰掀起了一股反俄和反共情绪。1918年，数百名俄罗斯族人在维堡市被处决。
根据2004年的民意调查，62%的芬兰公民对俄罗斯持负面看法。在2012年的一项民意调查中，12%的芬兰俄罗斯移民表示，他们经历过出于种族动机的仇恨犯罪（相比之下，欧盟移民的平均比例为10%）。就业和经济部2012 年的一份报告称，具有俄语或俄语发音的名字的求职者往往需要提交两倍于芬兰名字的求职者的申请。

#### 西欧

##### 法国
18世纪中叶，伏尔泰给法国知识分子树立了积极的形象，将俄罗斯描绘成一个机会社会，彼得大帝等全能的领导人可以通过法令创造一个理性、开明的社会。另一方面，同样有影响力的法国启蒙作家，尤其是丹尼斯·狄德罗，用深色描绘了俄罗斯，强调缺乏启蒙传统或中产阶级，以及严酷独裁倾向。
19世纪法国和俄罗斯之间的关系在相对友谊和冲突之间摇摆不定。法国皇帝拿破仑与俄罗斯建立了军事联盟，但因俄罗斯拒绝遵守大陆体系而于1812年入侵法国，但未成功。1830年代，法国的仇俄情绪因俄罗斯镇压波兰十一月起义而加剧，法国公众担心军事上强大的“亚洲”势力将扩张到欧洲。这种仇俄情绪在法国产生了对1854年与俄罗斯开战的支持。费奥多尔·陀思妥耶夫斯基在《作家日记》（1873-1876）中指出：
欧洲人不相信外表：他们说“Grattez le russe et vous verrez le tartare”（刮开俄罗斯人，你会发现鞑靼人）。这可能是真的，但这就是我想到的：大多数俄罗斯人在与欧洲打交道时加入极左翼，是因为他们是鞑靼人，有着野蛮人对破坏的热爱，还是他们可能被其他人所感动？ 原因？”
根据2017年皮尤全球态度项目调查，36%的法国人对俄罗斯持好感，62%的人表示反对。但许多法国学者和政界人士认为，法国长期以来对俄罗斯抱有积极看法，并对法国从2000年代末开始盲目追随美国针对俄罗斯的立场感到遗憾。

##### 德国

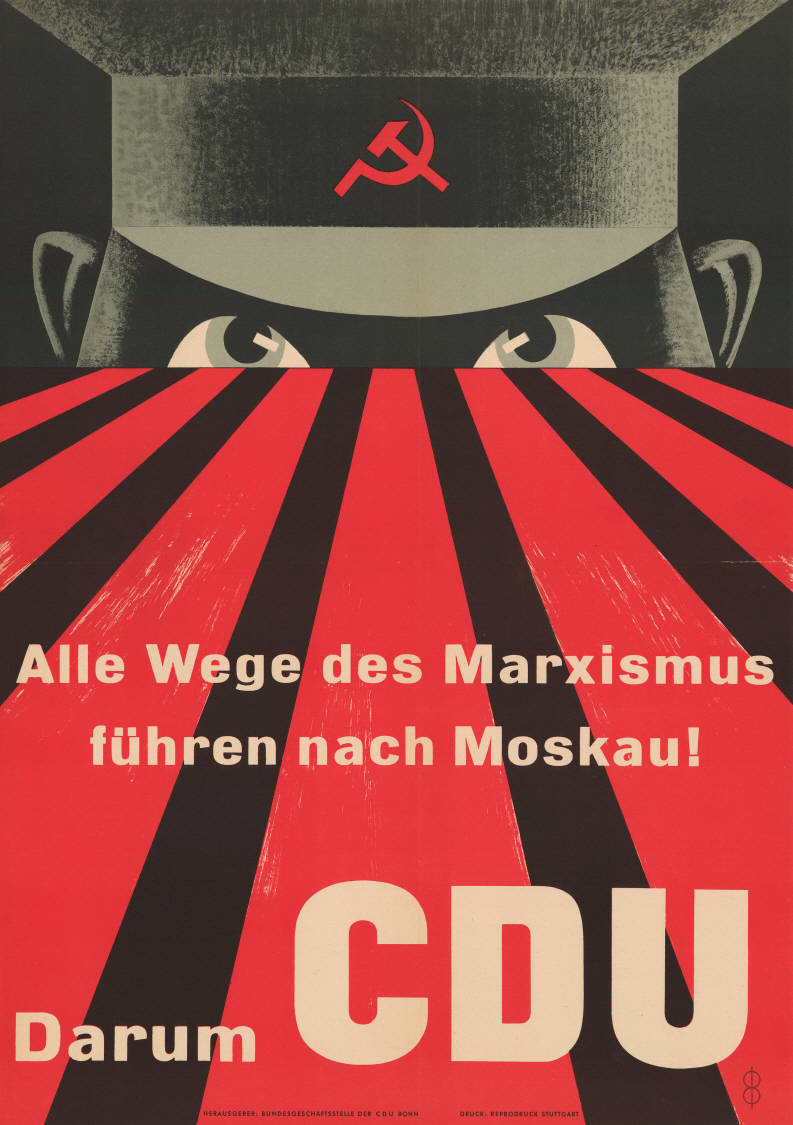
1953年西德基民盟反苏联海报

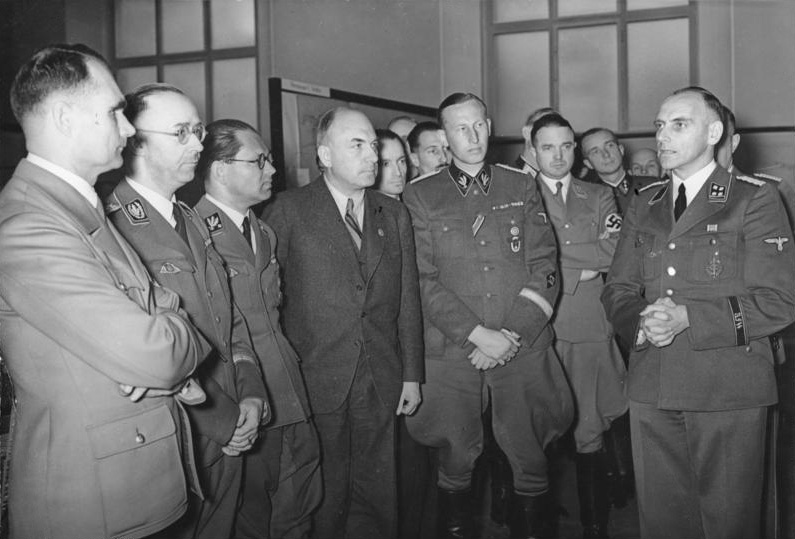
1941年3月20日，鲁道夫·赫斯、海因里希·希姆莱和莱因哈德·海德里希在Generalplan Ost 展览上聆听康拉德·迈耶的演讲。

阿道夫·希特勒和纳粹党将斯拉夫民族（特别是波兰人和东斯拉夫人）视为非雅利安人。在1925年，希特勒就在《我的奋斗》中提出，德国人民需要生存空间来实现德国向东扩张而牺牲劣势斯拉夫人的利益。希特勒认为，“俄罗斯国家组织的组织并不是俄罗斯斯拉夫人政治能力的结果，而只是德国元素在劣等种族中形成国家功效的一个极好的例子。”
入侵苏联后，希特勒表达了他对斯拉夫人的计划：
至于可笑的亿万斯拉夫人，我们将把他们中最好的塑造成我们认为合适的样子，而我们将把其余的他们隔离在猪圈里；谁要是敢说珍惜当地居民，教化他们，就直接进集中营！
将俄罗斯人和其他斯拉夫人从苏联领土上消灭以允许德国人定居的计划包括饥荒。美国历史学家蒂莫西·D·斯奈德坚称，德国饥饿计划在苏联造成了420万受害者，“主要是俄罗斯人、白俄罗斯人和乌克兰人”，其中包括310万苏联战俘和100万平民在列宁格勒围城战中死亡。据斯奈德称，作为东方总计划的一部分，希特勒最终打算通过计划中的饥荒来消灭多达4500万斯拉夫人。
受这一指导方针的影响，第4装甲集团军的埃里希·霍普纳将军在向其麾下部队发出的指令中表示：
对俄战争是德意志民族生存斗争的重要篇章。这是日耳曼人与斯拉夫人民的古老战斗，是保卫欧洲文化免受莫斯科-亚洲淹没和击退犹太布尔什维主义的战争。这场战斗的目标必须是摧毁当今的俄罗斯，因此必须以前所未有的严厉程度进行。每一次军事行动的策划和实施都必须有铁一般的决心，毫不留情地彻底消灭敌人。特别是当代俄罗斯布尔什维克制度的追随者都不能幸免。
2019年，泽利姆汗·汗戈什维利公园被谋杀，引发了愤怒。车臣族泽利姆汗·汗戈什维利是格鲁吉亚公民，曾在2000年代初的第二次车臣战争中与俄罗斯作战。法院认定这起杀戮是俄罗斯政府策划的。
2022年，仇俄事件和骚扰激增，每周都会发生约200起涉及乌克兰战争的仇恨犯罪相关犯罪。北莱茵-威斯特法伦州的一名男孩遭到暴徒的毒打，破坏者还对柏林的一所俄罗斯学校进行纵火袭击。

##### 英国

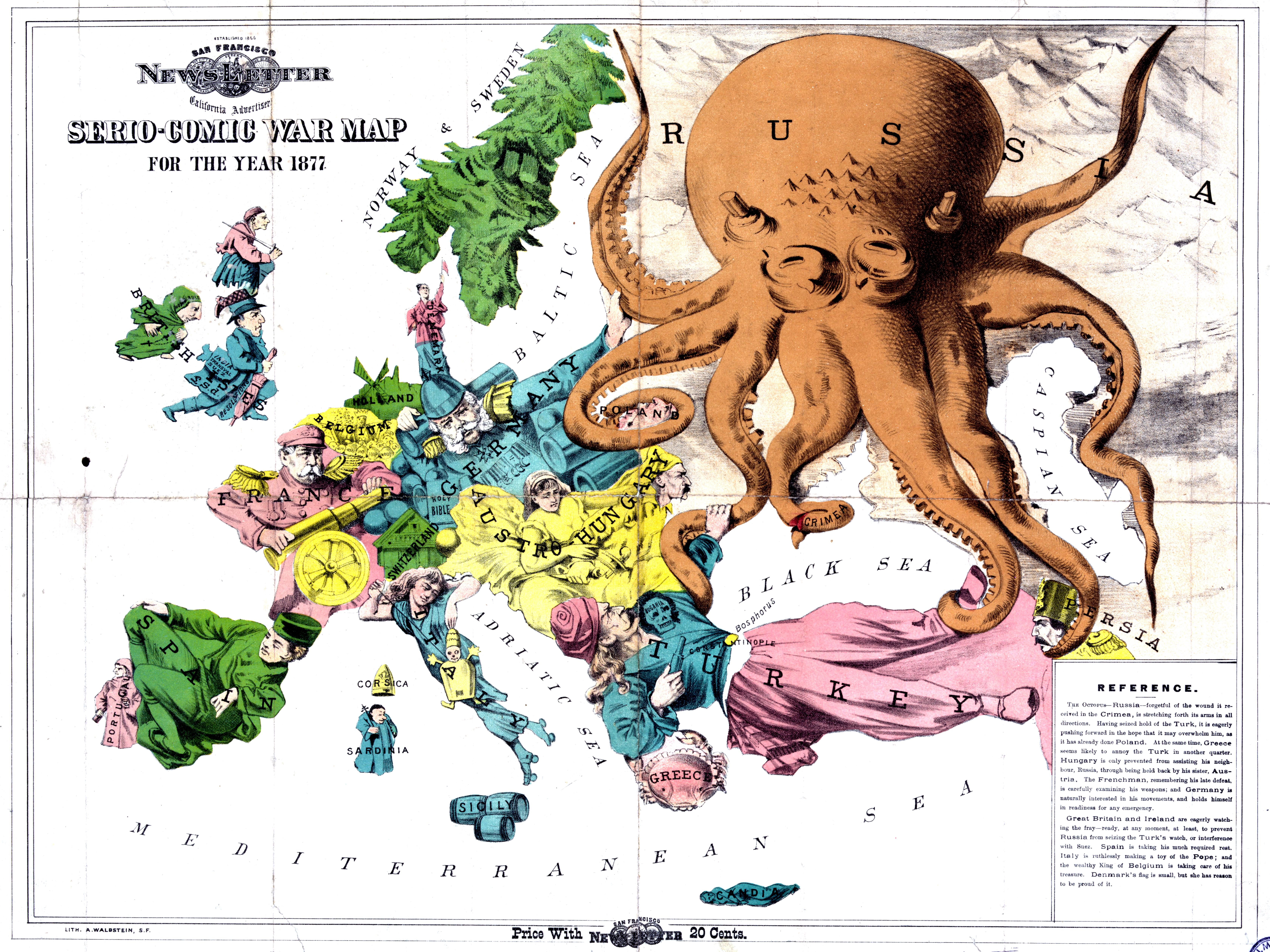
《俄罗斯的威胁》是1877年的英国漫画，将俄罗斯描绘成一只吞噬邻国土地的章鱼，尤其是奥斯曼帝国。

尽管从16世纪到18世纪，英俄关系传统上是友好的。但到了19世纪初，仇俄症开始出现在媒体中，主要是法律與制度文化。英国旅行作家和报纸记者对俄罗斯的描述将这个国家描述为“一个半野蛮和专制的国家”，这一形象在英国公众意识中根深蒂固，因为英国媒体经常发表此类描述；虽然两国之间的经济和政治联系不断增强，但这些描述却加剧了英国的仇俄情绪。英国认为俄罗斯征服中亚是进攻英属印度的前兆，并引发了“大博弈”，雙方進入敵對，而1853年至1856年两国之间的克里米亚战争则加深了英国的仇俄情绪。
1874年，维多利亚女王的次子阿尔弗雷德王子与沙皇亚历山大二世唯一的女儿玛丽亚·亚历山德罗芙娜大公夫人结婚，随后沙皇对英国进行国事访问，紧张局势有所缓解。这种善意只持续了不到三年，结构性力量再次将两国推向战争边缘，导致英国重新出现仇俄情绪。英国仇俄情绪的大规模爆发通常发生在紧张的政治对峙时期，例如1904年的多格滩事件，当时俄罗斯帝国海军的波罗的海舰队误认为一群英国拖网渔船是日本军舰，因此袭击了它们；英国的愤怒导致俄罗斯政府向涉案渔民支付赔偿。
英国人的恐俄症也体现在这一时期的流行文学中。布拉姆·斯托克的《德古拉》被一些历史学家视为描绘了一种寓言式的叙事，其中同名人物（代表俄罗斯帝国）“被效忠于王室的战士摧毁了。”然而，到了19世纪，随着俄罗斯文学，包括列夫·托尔斯泰和费奥多尔·陀思妥耶夫斯基等作家的作品开始在英国受到一定程度的欢迎，英国的恐俄症有所平息；在此期间，英国著作中也开始出现对俄罗斯农民的积极看法。
2021年5月的YouGov民意调查显示，73%的英国受访者表达了对俄罗斯的负面看法，除了伊朗的负面看法高达74%。之外，没有其他国家在英国受到更负面的看法。然而，到2022年，在英国的俄罗斯人一般不会遭遇基于国籍或种族的骚扰或权利侵犯。
一些在英国的俄罗斯人报告了俄罗斯入侵乌克兰后当地敌对的经历。保守党议员罗杰·盖尔呼吁将所有俄罗斯国民驱逐出境。盖尔承认，大多数在英国的俄罗斯人并不对国家安全构成威胁，他认为有必要“通过俄罗斯人民向普京发出非常严厉的信息。”议员汤姆·图根哈特也曾在一次场合建议俄罗斯公民应该被驱逐出境。俄罗斯出生的英国商人叶夫根尼·列别捷夫声称，在乌克兰战争期间，企业和机构以反俄罗斯情绪为由，拒绝与他拥有的《标准晚报》合作。出生于普尔的亚历山德拉·托尔斯泰的账户被国民西敏寺银行关闭，她怀疑这是因为她的俄罗斯名字。

### 北美洲
一名与联盟中大多数俄罗斯和白俄罗斯球员合作的国家冰球联盟经纪人声称，自2022年俄罗斯入侵乌克兰以来，他的许多客户因其国籍和知名度而面临极端骚扰，包括仇外心理和死亡威胁，那些在其他北美职业联赛中踢球的俄罗斯人和白俄罗斯人也是如此。

#### 加拿大
2022年2月，卡尔加里一座俄罗斯东正教教堂遭到红色油漆破坏。2022年3月4日，不列颠哥伦比亚省维多利亚的俄罗斯东正教教区被破坏者漆成血红色，可能是为了回应2022年俄罗斯入侵乌克兰。第二天，乌克兰国旗的颜色被喷在温哥华温哥华俄罗斯社区中心的门上。卡尔加里警察局于三月宣布，他们正在调查社交媒体上反俄罗斯仇恨言论和骚扰的报道。
2022年10月，卡尔加里俄罗斯东正教附属机构的个人受到多次威胁。警方表示，“据信该教堂因其俄罗斯传统而成为攻击目标，因此该事件被视为出于仇恨动机的犯罪”。大约在同一时间，卡尔加里警方收到了其他几份与俄罗斯卡尔加里人威胁和骚扰有关的报告，他们认为这些报告与之相关。一名个人已被发现并被指控犯有多项出于仇恨动机的刑事骚扰罪。 卡尔加里警方的一名代表表示：“我们想明确表示，我们的城市不会容忍任何形式的出于仇恨动机的犯罪。”

#### 美国
从1776年美国建国到19世纪中叶，俄罗斯帝国与美国一直保持友好关系，到了1880年代，由于大屠杀和君主制，美国人对俄罗斯的看法逐渐恶化。自十月革命以及随后镇压所有反对派和国家支持的红色恐怖以来，美国与苏俄的关系一直处于高度敌对状态。美国直到1933年富兰克林·罗斯福担任总统期间才承认苏联，两国在第二次世界大战中成为对抗德国的盟友。
战争结束后，两国关系在1945年至1947年迅速再次转为敌对状态，并且在冷战时期（1947年至1989年）仍然如此。苏联侵略性和日益军国主义的外交政策导致其接管东欧并建立卫星国，即东方集团，以及伴随着政治镇压和迫害的国内持不同政见者的极权统治。然而，美国人经常将“俄罗斯人”和“共产党人”/“苏联人”混为一谈。为了制止这一现象，1973年，一批旅美俄罗斯移民成立了俄裔美国人代表大会，其目的是明确区分俄罗斯民族认同和苏联意识形态，防止基于反俄主义的反俄情绪形成。国会议员认为这种合并本身就是仇俄心理，认为“俄罗斯人是共产主义的首要受害者”。
1991年苏联解体、共产主义崩溃后，美国的反俄情绪跌至历史最低点。1991年，62%的美国人对俄罗斯持积极看法，只有25%的人对该国持负面看法。1997年，66%的美国人表示对俄罗斯友好。然而，由于俄罗斯反对北约东扩，恐俄症在20世纪90年代末卷土重来。根据盖洛普民意调查，1999年，59%的受访美国人对俄罗斯持负面看法，而1991年这一比例仅为25%。尽管如此，随着911事件后关系的恢复以及俄罗斯对美国的支持，俄罗斯的好感度在2002年再次上升至66%。
自2012年以来，反马格尼茨基法案、波士顿马拉松爆炸案、吞并克里米亚、叙利亚内战、俄罗斯干涉2016年美国选举的指控，俄罗斯2013年通过反LGBT宣传法后，该国对LGBT人群的虐待，以及从2015年8月开始在俄罗斯扣押和销毁禁止进口的西方食品，导致美国对俄罗斯的负面态度不断上升。
2013年，美国受访者对俄罗斯的先前多数正面看法大幅下降，到2014年，这种看法被60%的多数负面看法所取代。到2019年，创纪录的73%的美国人对俄罗斯这个国家持负面看法。 之前占主导地位的正面意见从66%下降到 24%。2019年，认为俄罗斯对国家安全构成“严重”威胁的美国人比例首次达到52%的多数。

#### 2001年俄语重置
2005年，学者艾拉·斯特劳斯和爱德华·洛赞斯基描述了美国主流媒体对俄罗斯的负面报道，将媒体报道中的情绪与美国公众和美国政府的积极情绪进行了对比。
2008年俄罗斯-格鲁吉亚战争是最近导致美国政府对俄罗斯负面情绪增长的事件之一。然而，2011年，大多数美国受访者仍然对俄罗斯持积极态度。研究人员奥克桑·巴尤尔根和埃金·阿尔巴特利对《纽约时报》和《华尔街日报》事件报道的内容分析表明，存在反俄罗斯框架偏见，更密切关注新闻的人对俄罗斯的看法更为负面。俄罗斯比那些人很少跟随冲突。 他们描述了2008年美国总统选举辩论中外交政策的政治化，这场辩论与俄罗斯-格鲁吉亚战争的同时发生“使俄罗斯成为国家政治对话的一部分”。他们还认为，媒体、舆论和外交政策之间存在联系，美国媒体在维持冷战思维和反俄公众情绪方面发挥了重要作用。

#### 俄语结束重置至今
皮尤研究中心的调查显示，美国对俄罗斯的好感度在2011年达到顶峰后开始下降，从51%下降到2013年的37%。在2013年的一项调查中，60%的美国人表示不能信任俄罗斯。此外，59%的美国人对俄罗斯持负面看法，23%持正面看法，18%持不确定态度。皮尤研究中心的一项调查显示，2013年至2014年，美国对俄罗斯的负面态度从43%上升到72%。
2006年，只有1%的美国人将俄罗斯列为“美国最大的敌人”，但到2019年，32%的美国人（其中包括44%的民主党人）也持这一观点，2016年总统大选期间出现了党派分歧。民主党人的厌恶程度与美国公众对俄罗斯的先前历史形成鲜明对比，因为共和党人以前更有可能将俄罗斯视为更大的威胁。
2017年5月，前国家情报总监詹姆斯·克拉珀在NBC的“与媒体会面”节目中表示，俄罗斯人“几乎是生来就”做出不正当行为。自由记者Michael Sainato批评该言论是排外的。2017年6月，克拉珀表示，“俄罗斯人不是我们的朋友”，因为他们“与美国和西方民主国家对立、截然相反的基因存在于他们之中。”尤利娅·科姆斯卡，《华盛顿邮报》注意到摩根·弗里曼和詹姆斯·克拉珀主演的俄罗斯门意识媒体项目，并写道，其“鹰派的男高音引发了全面的仇俄情绪，这与俄罗斯官方媒体的全面反美主义一样值得怀疑。”
2020年6月，俄裔美国教授尼娜·L·赫鲁晓娃写道：“通常情况下，我不会站在克里姆林宫一边。但我不禁想知道，美国政治阶层和媒体某些群体中的仇俄情绪是否已经变得病态。”2020年7月，学者、前美国驻俄罗斯大使迈克尔·麦克福尔谈到“打击恐俄症”，呼吁美国官员和记者停止“妖魔化”俄罗斯人民，并批评传播关于俄罗斯人、俄罗斯文化和俄罗斯民族倾向的刻板印象。他和其他一些评论员认为，美国媒体没有充分区分普京政府、俄罗斯和俄罗斯人，从而有效地丑化了整个国家。
2020年7月2日，反特朗普共和党团体“林肯计划”发布了一则广告《Fellow Traveler》，用俄语配英文字幕，称“特朗普同志”已被弗拉基米尔·普京“选择”并“接受” 俄罗斯母亲的帮助。” 该广告展示了锤子和镰刀等共产主义形象，以及布尔什维克独裁者弗拉基米尔·列宁、约瑟夫·斯大林和米哈伊尔·戈尔巴乔夫的照片和图像。纽约大学俄罗斯和斯拉夫研究教授艾略特·博伦斯坦批评了林肯计划的“恐俄”广告，他说：“如果一段两分钟的视频充满了大卫之星、穿着东正教服装的男人、比比的险恶快照、坦克里的士兵，全都是“Hava Nagila”的曲调？如果这没有让你感到不舒服，我不知道该告诉你什么。”
《华尔街日报》在社论中指出，白宫将2021-2022年通胀飙升归咎于俄罗斯，以转移对国内经济政策的批评。

#### 好莱坞和电子游戏
俄罗斯人和俄裔美国人通常在好莱坞电影和电子游戏中被描绘成无情的特工、残暴的暴徒、精神病患者和恶棍。福克斯新闻在2014年的新闻报道中报道称，“俄罗斯人可能对好莱坞电影中对（俄罗斯人民）明显的负面刻板印象不以为然。《复仇者联盟》以一位冷酷无情的前克格勃特工为主角，《钢铁侠2》以一位流氓俄罗斯科学家为主角，仇杀队和动作惊悚片《杰克·瑞恩：暗影新兵》中，肯尼思·布拉纳扮演了一个典型的俄罗斯坏人。广受好评的侠盗猎车手系列中的一些游戏描绘了俄罗斯人和俄罗斯黑手党，他们被认为是冷酷无情，作为故事情节的一部分，玩家必须对抗全副武装的敌人，特别是《侠盗猎车手4》，其中以名为迪米特里·拉斯卡洛夫的俄罗斯黑帮为主要对手。
游戏《使命召唤：现代战争2》将俄罗斯士兵描绘成过度的恶棍，并包含一个名为“No Russian”的有争议任务，其中涉及玩家在俄罗斯机场进行大规模枪击事件。在俄罗斯，该游戏引发了抵制的呼声，并促使直播播主退出与动视暴雪的交易，俄罗斯人还涌入Metacritic在线投票否决该游戏的用户评分。

### 大洋洲

#### 新西兰
新西兰的恐俄症可以追溯到殖民时代，新西兰人早期的反俄情绪受到“维多利亚时代普遍厌恶沙皇独裁”和英国移民到殖民地的影响，他们给新西兰带来了“高水平的反俄情绪”。逃离俄罗斯镇压各种叛乱和反犹太大屠杀的波兰、匈牙利和犹太难民也影响了新西兰的仇俄情绪。克里米亚战争结束后，对俄罗斯可能入侵新西兰的怀疑使殖民政府沿着海岸线建造了一系列“俄罗斯恐吓”沿海防御工事。然而，在第一次世界大战期间，随着新西兰和俄罗斯并肩作战，反俄情绪逐渐消退，反德情绪反而有所增长。到20年代末，实用主义缓和了官方圈子的反俄情绪，尤其是在大萧条时期。萧伯纳等有影响力的苏联访问者对他们的经历表达了同情。格林·巴拉特的著作《新西兰的俄罗斯恐惧症，1838-1908 年》分析了新西兰的俄罗斯恐惧症历史，托尼·威尔逊的一篇文章将其范围扩展到了1939年之前的时期。

## 商业
2006年5月至6月，俄罗斯媒体援引对俄罗斯公司的歧视作为卢森堡钢铁制造商阿塞洛与俄罗斯谢韦尔钢铁公司拟议合并未能最终完成的一个可能原因。据俄罗斯《消息报》报道，那些反对合并的人“在与股东的谈判中利用了‘俄罗斯威胁’的神话，并且显然与欧洲人找到了共同点”，而国家杜马议长鲍里斯·格里兹洛夫则观察到“ 最近发生的事件表明，有人不想让我们进入他们的市场。”2006年7月27日，《纽约时报》援引分析师的话说，许多西方投资者仍然认为与俄罗斯有关的任何事情“都有点”。有点可疑”，而其他人则用“漫画书的术语来看待俄罗斯，神秘且由黑手党控制。”